# ITF Women's Circuit aprile-giugno 2011
L'ITF Women's Circuit 2011 è stata una serie di tornei gestita dall'organo internazionale del tennis, l'ITF. Lo scopo di questi tornei è quello di permettere, in particolare alle giovani tenniste, di migliorare la loro classifica per giocare in tornei più importanti. L'ITF Women's Circuit comprende tornei che hanno montepremi che vanno dai 10.000 ai 100.000 dollari.

## Aprile
| Settimana | Torneo | Vincitrice                                                                                 | Finalista                                     | Semifinaliste                                 | Quarti di finale                                                                 |
| --------- | --- | ------------------------------------------------------------------------------------------ | --------------------------------------------- | --------------------------------------------- | -------------------------------------------------------------------------------- |
| 4 aprile  | Almaty Womens 2011 Almaty, Kazakistan Cemento $10 000 Singolare – Doppio                                         | Nadezda Gorbachkova 2-6, 6-4, 6-3                                                          | Vlada Ėkšibarova                              | Zuzana Luknárová Polina Vinogradova           | Angelina Gabueva Maya Gaverova Albina Khabibulina Sviatlana Pirazhenka           |
| 4 aprile  | Almaty Womens 2011 Almaty, Kazakistan Cemento $10 000 Singolare – Doppio                                         | Albina Khabibulina Zuzana Luknárová 7–6(2), 4-6, [10-5]                                    | Lіdzіja Marozava Sviatlana Pirazhenka         | Zuzana Luknárová Polina Vinogradova           | Angelina Gabueva Maya Gaverova Albina Khabibulina Sviatlana Pirazhenka           |
| 4 aprile  | GD Tennis Cup 11 2011 Adalia, Turchia Cemento $10 000 Singolare – Doppio                                         | Quirine Lemoine 6-4, 6-2                                                                   | Isabella Šinikova                             | Jade Windley Ekaterine Gorgodze               | Ksenija Lykina Jana Čepelová Samantha Murray Vaszilisza Bulgakova                |
| 4 aprile  | GD Tennis Cup 11 2011 Adalia, Turchia Cemento $10 000 Singolare – Doppio                                         | Irina Glimakova Polina Monova 6-4, 6(4)–7, [10-8]                                          | Jessy Rompies Grace Sari Ysidora              | Jade Windley Ekaterine Gorgodze               | Ksenija Lykina Jana Čepelová Samantha Murray Vaszilisza Bulgakova                |
| 4 aprile  | ITF Women's Circuit Caracas 2011 Caracas, Venezuela Cemento $10 000 Singolare – Doppio                           | Adriana Pérez 6-1, 6-3                                                                     | Viktoryia Kisialeva                           | Zuzana Linhová Elizabeth Ferris               | Jessica Sabeshinskaja Carmen Blanco Aleksandrina Najdenova Karen Castiblanco     |
| 4 aprile  | ITF Women's Circuit Caracas 2011 Caracas, Venezuela Cemento $10 000 Singolare – Doppio                           | Karen Castiblanco Adriana Pérez 7-5, 6-2                                                   | Indire Akiki Zuzana Linhová                   | Zuzana Linhová Elizabeth Ferris               | Jessica Sabeshinskaja Carmen Blanco Aleksandrina Najdenova Karen Castiblanco     |
| 4 aprile  | Asociacion Argentina de Tenis Women Circuit 3 2011 Córdoba, Argentina Terra rossa $10 000 Singolare – Doppio     | Tatiana Búa 4-6, 6-3, 6-2                                                                  | Tina Schiechtl                                | Luciana Sarmenti Aranza Salut                 | Daniela Seguel Carolina Zeballos Salome Llaguno Camila Silva                     |
| 4 aprile  | Asociacion Argentina de Tenis Women Circuit 3 2011 Córdoba, Argentina Terra rossa $10 000 Singolare – Doppio     | Andrea Benitez Salome Llaguno 6-0, 5-7, [10-3]                                             | Belen Luduena Daniela Seguel                  | Luciana Sarmenti Aranza Salut                 | Daniela Seguel Carolina Zeballos Salome Llaguno Camila Silva                     |
| 4 aprile  | ITF Women's $10,000 Tennis Tournament Lucknow 2011 Lucknow, India Erba $10 000 Singolare – Doppio                | Sharmada Balu 6-3, 2-6, 6-2                                                                | Yvonne Neuwirth                               | Céline Cattaneo Stephanie Scimone             | Anja Prislan Kyra Shroff Sheethal Goutham Kaori Aoyama                           |
| 4 aprile  | ITF Women's $10,000 Tennis Tournament Lucknow 2011 Lucknow, India Erba $10 000 Singolare – Doppio                | Anja Prislan Kyra Shroff 6-3, 6-3                                                          | Aishwarya Agrawal Ankita Raina                | Céline Cattaneo Stephanie Scimone             | Anja Prislan Kyra Shroff Sheethal Goutham Kaori Aoyama                           |
| 4 aprile  | Eurotools Cup 2011 Pomezia, Italia Terra rossa $10 000 Singolare – Doppio                                        | Margalita Chakhnašvili 1-6, 6-2, 6-2                                                       | Annalisa Bona                                 | Anastasia Grymalska Anna-Giulia Remondina     | Nastassja Burnett Anna Korzeniak Alice Moroni Lucia Cervera-Vazquez              |
| 4 aprile  | Eurotools Cup 2011 Pomezia, Italia Terra rossa $10 000 Singolare – Doppio                                        | Benedetta Davato Lisa Sabino 6(5)–7, 6-4, [10-8]                                           | Claudia Giovine Valentina Sulpizio            | Anastasia Grymalska Anna-Giulia Remondina     | Nastassja Burnett Anna Korzeniak Alice Moroni Lucia Cervera-Vazquez              |
| 4 aprile  | Solaris Sibenik Open 2011 Sebenico, Croazia Terra rossa $10 000 Singolare – Doppio                               | Eugenie Bouchard 6-2, 6-0                                                                  | Jessica Ginier                                | Simona Dobrá Amra Sadiković                   | Michaela Pochabová Jana Jandová Paola Cigui Maria Abramović                      |
| 4 aprile  | Solaris Sibenik Open 2011 Sebenico, Croazia Terra rossa $10 000 Singolare – Doppio                               | Mateja Kraljevic Amra Sadiković 7-5, 6-3                                                   | Simona Dobrá Tereza Hladíková                 | Simona Dobrá Amra Sadiković                   | Michaela Pochabová Jana Jandová Paola Cigui Maria Abramović                      |
| 4 aprile  | Bundaberg Tennis International 2011 Bundaberg, Australia Terra rossa $25 000 Singolare – Doppio                  | Casey Dellacqua 6-2, 6-3                                                                   | Olivia Rogowska                               | Hsu Wen-hsin Pemra Özgen                      | Lesja Curenko Sacha Jones Bojana Bobusic Gail Brodsky                            |
| 4 aprile  | Bundaberg Tennis International 2011 Bundaberg, Australia Terra rossa $25 000 Singolare – Doppio                  | Casey Dellacqua Olivia Rogowska 7-5, 6-4                                                   | Daniella Dominikovic Sandra Zaniewska         | Hsu Wen-hsin Pemra Özgen                      | Lesja Curenko Sacha Jones Bojana Bobusic Gail Brodsky                            |
| 4 aprile  | River Hills USTA Pro Circuit $25,000 Women's Challenger 2011 Jackson, USA Terra rossa $25 000 Singolare – Doppio | Marina Eraković 6-1, 6-2                                                                   | Ajla Tomljanović                              | Julia Boserup Roxane Vaisemberg               | Chan Yung-jan Florencia Molinero Heidi El Tabakh Al'ona Sotnikova                |
| 4 aprile  | River Hills USTA Pro Circuit $25,000 Women's Challenger 2011 Jackson, USA Terra rossa $25 000 Singolare – Doppio | Sharon Fichman Marie-Ève Pelletier 7-6(1), 7–6(3)                                          | Eva Hrdinová Nathalie Piquion                 | Julia Boserup Roxane Vaisemberg               | Chan Yung-jan Florencia Molinero Heidi El Tabakh Al'ona Sotnikova                |
| 11 aprile | Soweto Open 2011 Johannesburg, Sudafrica Cemento $100 000+H Singolare – Doppio                                   | Valerija Savinych 6-1, 6-3                                                                 | Petra Cetkovská                               | Anne Keothavong Kathrin Wörle                 | Eirini Georgatou Corinna Dentoni Nina Bratčikova Kiki Bertens                    |
| 11 aprile | Soweto Open 2011 Johannesburg, Sudafrica Cemento $100 000+H Singolare – Doppio                                   | Tutti i match di doppio sono stati sospesi a causa della forte pioggia e delle inondazioni |                                               | Anne Keothavong Kathrin Wörle                 | Eirini Georgatou Corinna Dentoni Nina Bratčikova Kiki Bertens                    |
| 11 aprile | Morocco Tennis Tour Casablanca 2011 Casablanca, Marocco Terra rossa $25 000 Singolare – Doppio                   | Galina Voskoboeva 6(4)–7, 6-2, 6-3                                                         | Mervana Jugić-Salkić                          | Maria João Koehler Anna Floris                | Mariana Duque Mariño Estrella Cabeza Candela Alexandra Cadanțu Claire Feuerstein |
| 11 aprile | Morocco Tennis Tour Casablanca 2011 Casablanca, Marocco Terra rossa $25 000 Singolare – Doppio                   | Sandra Klemenschits Kristina Mladenovic 6-3, 3-6, [10-8]                                   | Magda Linette Katarzyna Piter                 | Maria João Koehler Anna Floris                | Mariana Duque Mariño Estrella Cabeza Candela Alexandra Cadanțu Claire Feuerstein |
| 11 aprile | ITF Incheon Women's Challenger Tennis 2011 Incheon, Corea del Sud Cemento $25 000 Singolare – Doppio             | Kim So-jung 2-6, 6-3, 6-1                                                                  | Lee Jin-a                                     | Yurika Sema Tetjana Arefyeva                  | Hsu Wen-hsin Duan Ying-ying Erika Takao Sacha Jones                              |
| 11 aprile | ITF Incheon Women's Challenger Tennis 2011 Incheon, Corea del Sud Cemento $25 000 Singolare – Doppio             | Han Sung-hee Hong Hyun-hui 6-3, 7–6(3)                                                     | Kao Shao-yuan Varatchaya Wongteanchai         | Yurika Sema Tetjana Arefyeva                  | Hsu Wen-hsin Duan Ying-ying Erika Takao Sacha Jones                              |
| 11 aprile | Oaks Club $25,000 USTA Challenger 2011 Osprey, USA Terra verde $25 000 Singolare – Doppio                        | Claire de Gubernatis 6-4, 6-4                                                              | Caroline Garcia                               | Lauren Albanese Chichi Scholl                 | Erika Sema Iryna Brémond Melinda Czink Michelle Larcher de Brito                 |
| 11 aprile | Oaks Club $25,000 USTA Challenger 2011 Osprey, USA Terra verde $25 000 Singolare – Doppio                        | Stéphanie Foretz Gacon Alexa Glatch 4-6, 7-5, [10-7]                                       | María Irigoyen Erika Sema                     | Lauren Albanese Chichi Scholl                 | Erika Sema Iryna Brémond Melinda Czink Michelle Larcher de Brito                 |
| 11 aprile | Klem Cup 2011 Pomezia, Italia Terra rossa $10 000 Singolare – Doppio                                             | Anna-Giulia Remondina 5-7, 6-2, 6-3                                                        | Cristina Dinu                                 | Margalita Chakhnašvili Anastasia Grymalska    | Victoria Larrière Stefania Chieppa Andreea Văideanu Diana Enache                 |
| 11 aprile | Klem Cup 2011 Pomezia, Italia Terra rossa $10 000 Singolare – Doppio                                             | Diana Enache Karin Knapp 7–6(3), 6-2                                                       | Conny Perrin Marina Šamajko                   | Margalita Chakhnašvili Anastasia Grymalska    | Victoria Larrière Stefania Chieppa Andreea Văideanu Diana Enache                 |
| 11 aprile | Bluesun Bol Ladies Open 2011 Bol, Croazia Terra rossa $10 000 Singolare – Doppio                                 | Evelyn Mayr 7–6(3), 6-2                                                                    | Anna-Lena Friedsam                            | Jessica Ginier Marion Gaud                    | Matea Čurić Anja Prislan Gracia Radovanovic Jana Jandová                         |
| 11 aprile | Bluesun Bol Ladies Open 2011 Bol, Croazia Terra rossa $10 000 Singolare – Doppio                                 | Martina Borecká Martina Kubíčiková 6-2, 6-4                                                | Evelyn Mayr Julia Mayr                        | Jessica Ginier Marion Gaud                    | Matea Čurić Anja Prislan Gracia Radovanovic Jana Jandová                         |
| 11 aprile | GD Tennis Cup 12 2011 Adalia, Turchia Cemento $10 000 Singolare – Doppio                                         | Dar'ja Gavrilova 6-4, 4-6, 6-2                                                             | Ksenija Lykina                                | Marta Sirotkina Charlotte Rodier              | Nigina Abduraimova Nikola Vajdová Quirine Lemoine Korina Perkovic                |
| 11 aprile | GD Tennis Cup 12 2011 Adalia, Turchia Cemento $10 000 Singolare – Doppio                                         | Lucy Brown Francesca Stephenson 6-4, 6-4                                                   | Jessy Rompies Grace Sari Ysidora              | Marta Sirotkina Charlotte Rodier              | Nigina Abduraimova Nikola Vajdová Quirine Lemoine Korina Perkovic                |
| 11 aprile | ITF Women's Circuit Caracas 2 2011 Caracas, Venezuela Cemento $10 000 Singolare – Doppio                         | Adriana Pérez 2-6, 6-2, 6-2                                                                | Amanda McDowell                               | Andrea Koch-Benvenuto Lena Litvak             | Deborah Suarez Karen Castiblanco Zuzana Linhová Elizabeth Ferris                 |
| 11 aprile | ITF Women's Circuit Caracas 2 2011 Caracas, Venezuela Cemento $10 000 Singolare – Doppio                         | Karen Castiblanco Adriana Pérez 7–6(10), 6-4                                               | Lena Litvak Amanda McDowell                   | Andrea Koch-Benvenuto Lena Litvak             | Deborah Suarez Karen Castiblanco Zuzana Linhová Elizabeth Ferris                 |
| 11 aprile | Asociacion Argentina de Tenis Women Circuit 4 2011 Córdoba, Argentina Terra rossa $10 000 Singolare – Doppio     | Andrea Benitez 6-3, 6-3                                                                    | Catalina Pella                                | Tatiana Búa Viktoria Malová                   | Aranza Salut Carla Lucero Carolina Zeballos Luciana Sarmenti                     |
| 11 aprile | Asociacion Argentina de Tenis Women Circuit 4 2011 Córdoba, Argentina Terra rossa $10 000 Singolare – Doppio     | Andrea Benitez Tatiana Búa 6-3, 6-4                                                        | Catalina Pella Luciana Sarmenti               | Tatiana Búa Viktoria Malová                   | Aranza Salut Carla Lucero Carolina Zeballos Luciana Sarmenti                     |
| 18 aprile | Dothan Pro Classic 2011 Dothan, USA Terra verde $50 000 Singolare – Doppio                                       | Melinda Czink 6-2, 6-3                                                                     | Stéphanie Foretz Gacon                        | Roxane Vaisemberg Alison Riske                | Anna Tatišvili Florencia Molinero Alexandra Stevenson Stéphanie Dubois           |
| 18 aprile | Dothan Pro Classic 2011 Dothan, USA Terra verde $50 000 Singolare – Doppio                                       | Valerija Solov'ëva Lenka Wienerová 6-3, 6-4                                                | Heidi El Tabakh Alison Riske                  | Roxane Vaisemberg Alison Riske                | Anna Tatišvili Florencia Molinero Alexandra Stevenson Stéphanie Dubois           |
| 18 aprile | Torneo Tirreno Power 2011 Civitavecchia, Italia Terra rossa $25 000 Singolare – Doppio                           | María-Teresa Torró-Flor 6-3, 6-4                                                           | Anna-Giulia Remondina                         | Margalita Chakhnašvili Giulia Gatto-Monticone | Ksenia Palkina Laura Thorpe Mona Barthel Andreja Klepač                          |
| 18 aprile | Torneo Tirreno Power 2011 Civitavecchia, Italia Terra rossa $25 000 Singolare – Doppio                           | Danielle Harmsen Réka-Luca Jani 6-2, 6-3                                                   | Diana Enache Liana Ungur                      | Margalita Chakhnašvili Giulia Gatto-Monticone | Ksenia Palkina Laura Thorpe Mona Barthel Andreja Klepač                          |
| 18 aprile | Limburg Open 2011 Tessenderlo, Belgio Terra rossa $25 000 Singolare – Doppio                                     | Anna-Lena Grönefeld 6-3, 7-5                                                               | Alison van Uytvanck                           | Kiki Bertens Conny Perrin                     | Maryna Zanevs'ka Sofia Shapatava An-Sophie Mestach Elina Svitolina               |
| 18 aprile | Limburg Open 2011 Tessenderlo, Belgio Terra rossa $25 000 Singolare – Doppio                                     | Anna-Lena Grönefeld Tatjana Maria 7-5, 6-3                                                 | Elina Svitolina Maryna Zanevs'ka              | Kiki Bertens Conny Perrin                     | Maryna Zanevs'ka Sofia Shapatava An-Sophie Mestach Elina Svitolina               |
| 18 aprile | Gariful Hvar Open 2011 Lesina, Croazia Terra rossa $10 000 Singolare – Doppio                                    | Ema Burgić 7-5, 7–6(2)                                                                     | Donna Vekić                                   | Marion Gaud Evelyn Mayr                       | Gracia Radovanovic Iva Mekoveć Larisa Sporea Maria Abramović                     |
| 18 aprile | Gariful Hvar Open 2011 Lesina, Croazia Terra rossa $10 000 Singolare – Doppio                                    | Martina Borecká Martina Kubíčiková 6-0, 6-2                                                | Ionela-Andreea Iova Zuzana Zlochová           | Marion Gaud Evelyn Mayr                       | Gracia Radovanovic Iva Mekoveć Larisa Sporea Maria Abramović                     |
| 18 aprile | GD Tennis Cup 13 2011 Adalia, Turchia Cemento $10 000 Singolare – Doppio                                         | Marta Sirotkina 6-1, 6-0                                                                   | Yana Buchina                                  | Sandra Zaniewska Charlotte Rodier             | Laura-Ioana Andrei Isabella Šinikova Sabrina Baumgarten Keren Shlomo             |
| 18 aprile | GD Tennis Cup 13 2011 Adalia, Turchia Cemento $10 000 Singolare – Doppio                                         | Laura-Ioana Andrei Sylwia Zagórska 6-1, 7-6(0)                                             | Marta Sirotkina Maria Zharkova                | Sandra Zaniewska Charlotte Rodier             | Laura-Ioana Andrei Isabella Šinikova Sabrina Baumgarten Keren Shlomo             |
| 18 aprile | Torneo Internacional Ciutat de Torrent 2011 Torrent, Spagna Terra rossa $10 000 Singolare – Doppio               | Garbiñe Muguruza Blanco 6-1, 6-3                                                           | Marina Giral Lores                            | Tereza Mrdeža Alice Balducci                  | Victoria Larrière Viktorija Golubic Arabela Fernandez-Rabener Vivienne Vierin    |
| 18 aprile | Torneo Internacional Ciutat de Torrent 2011 Torrent, Spagna Terra rossa $10 000 Singolare – Doppio               | Simona Dobrá Tereza Hladíková 6-4, 2-6, [10-4]                                             | Ivonne Cavalle-Reimers Isabel Rapisarda-Calvo | Tereza Mrdeža Alice Balducci                  | Victoria Larrière Viktorija Golubic Arabela Fernandez-Rabener Vivienne Vierin    |
| 18 aprile | Karshi Womens 2011 Karshi, Uzbekistan Cemento $10 000 Singolare – Doppio                                         | Ekaterina Jašina 6-2, 6-3                                                                  | Sofia Kvatsabaia                              | Elizaveta Ianchuk Nigina Abduraimova          | Sabina Sharipova Aminat Kushkhova Evgenija Paškova Kanae Hisami                  |
| 18 aprile | Karshi Womens 2011 Karshi, Uzbekistan Cemento $10 000 Singolare – Doppio                                         | Nigina Abduraimova Albina Khabibulina 6-1, 6-2                                             | Anna Shkudun Ekaterina Jašina                 | Elizaveta Ianchuk Nigina Abduraimova          | Sabina Sharipova Aminat Kushkhova Evgenija Paškova Kanae Hisami                  |
| 18 aprile | ITF Women's Circuit Caracas 3 2011 Caracas, Venezuela Cemento $10 000 Singolare – Doppio                         | Indire Akiki 6-0, 6-2                                                                      | Amanda McDowell                               | Andrea Koch-Benvenuto Karen Castiblanco       | Katerina Kramperová Gabriela Coglitore Anastasia Kharchenko Lena Litvak          |
| 18 aprile | ITF Women's Circuit Caracas 3 2011 Caracas, Venezuela Cemento $10 000 Singolare – Doppio                         | Misleydis Diaz-González Yamile Fors-Guerra 3-6, 6-3, [10-8]                                | Anastasia Kharchenko Viktoryia Kisialeva      | Andrea Koch-Benvenuto Karen Castiblanco       | Katerina Kramperová Gabriela Coglitore Anastasia Kharchenko Lena Litvak          |
| 18 aprile | Asociacion Argentina de Tenis Women Circuit 5 2011 Córdoba, Argentina Terra rossa $10 000 Singolare – Doppio     | Daniela Seguel 7–6(4), 0-6, 6-4                                                            | Verónica Cepede Royg                          | Viktoria Malová Aranza Salut                  | Catalina Pella Carla Lucero Camila Silva Carolina Zeballos                       |
| 18 aprile | Asociacion Argentina de Tenis Women Circuit 5 2011 Córdoba, Argentina Terra rossa $10 000 Singolare – Doppio     | Verónica Cepede Royg Luciana Sarmenti 6-2, 6-0                                             | Sofia Luini Aranza Salut                      | Viktoria Malová Aranza Salut                  | Catalina Pella Carla Lucero Camila Silva Carolina Zeballos                       |
| 25 aprile | Boyd Tinsley Women's Clay Court Classic 2011 Charlottesville, USA Terra verde $50 000 Singolare – Doppio         | Stéphanie Dubois 1-6, 7–6(5), 6-1                                                          | Michelle Larcher de Brito                     | Edina Gallovits-Hall Julie Ditty              | Camila Giorgi Claire de Gubernatis Ajla Tomljanović Ashley Weinhold              |
| 25 aprile | Boyd Tinsley Women's Clay Court Classic 2011 Charlottesville, USA Terra verde $50 000 Singolare – Doppio         | Sharon Fichman Marie-Ève Pelletier 6-4, 6-3                                                | Julie Ditty Carly Gullickson                  | Edina Gallovits-Hall Julie Ditty              | Camila Giorgi Claire de Gubernatis Ajla Tomljanović Ashley Weinhold              |
| 25 aprile | Kangaroo Cup International Ladies Open Tennis 2011 Gifu, Giappone Cemento $50 000 Singolare – Doppio             | Sachie Ishizu 6-1, 6-3                                                                     | Emily Webley-Smith                            | Yurika Sema Chinami Ogi                       | Katie O'Brien Chan Yung-jan Zheng Saisai Hsu Wen-hsin                            |
| 25 aprile | Kangaroo Cup International Ladies Open Tennis 2011 Gifu, Giappone Cemento $50 000 Singolare – Doppio             | Chan Hao-ching Chan Yung-jan 6-2, 6-3                                                      | Noppawan Lertcheewakarn Erika Sema            | Yurika Sema Chinami Ogi                       | Katie O'Brien Chan Yung-jan Zheng Saisai Hsu Wen-hsin                            |
| 25 aprile | ITF Women's Circuit Chiasso 2011 Chiasso, Svizzera Terra rossa $25 000 Singolare – Doppio                        | Mónica Puig 7–6(4), 7-5                                                                    | Andrea Hlaváčková                             | Marija Korytceva Bibiane Schoofs              | Sacha Jones Anne Schäfer Petra Cetkovská Patricia Mayr-Achleitner                |
| 25 aprile | ITF Women's Circuit Chiasso 2011 Chiasso, Svizzera Terra rossa $25 000 Singolare – Doppio                        | Yvonne Meusburger Kathrin Wörle 6-3, 6-3                                                   | Claire Feuerstein Anaïs Laurendon             | Marija Korytceva Bibiane Schoofs              | Sacha Jones Anne Schäfer Petra Cetkovská Patricia Mayr-Achleitner                |
| 25 aprile | Karshi Womens 2 2011 Karshi, Uzbekistan Cemento $25 000 Singolare – Doppio                                       | Isabella Holland 7-5, 6-4                                                                  | Tetjana Arefyeva                              | Oksana Ljubcova Kateryna Kozlova              | Evgenija Paškova Liang Chen Aminat Kushkhova Han Sung-hee                        |
| 25 aprile | Karshi Womens 2 2011 Karshi, Uzbekistan Cemento $25 000 Singolare – Doppio                                       | Tetjana Arefyeva Evgenija Paškova 6(1)–7, 7-5, [10-7]                                      | Naomi Broady Isabella Holland                 | Oksana Ljubcova Kateryna Kozlova              | Evgenija Paškova Liang Chen Aminat Kushkhova Han Sung-hee                        |
| 25 aprile | Internazionali di San Severo 2011 San Severo, Italia Terra rossa $10 000 Singolare – Doppio                      | Olivia Sanchez 6-2, 6-1                                                                    | Alice Moroni                                  | Claudia Giovine Yuliya Kalabina               | Martina Gledacheva Valentina Sulpizio Gabriella Polito Nastassja Burnett         |
| 25 aprile | Internazionali di San Severo 2011 San Severo, Italia Terra rossa $10 000 Singolare – Doppio                      | Martina Gledacheva Valentina Sulpizio 6-2, 6-1                                             | Adriana Lavoretti Mirjam Zeller               | Claudia Giovine Yuliya Kalabina               | Martina Gledacheva Valentina Sulpizio Gabriella Polito Nastassja Burnett         |
| 25 aprile | GD Tennis Cup 14 2011 Adalia, Turchia Cemento $10 000 Singolare – Doppio                                         | Yana Buchina 6-3, 6-4                                                                      | Ekaterine Gorgodze                            | Maria Zharkova Katharina Lehnert              | Jasmin Steinherr Ksenija Milevskaja Sabrina Baumgarten Alexandra Romanova        |
| 25 aprile | GD Tennis Cup 14 2011 Adalia, Turchia Cemento $10 000 Singolare – Doppio                                         | Laura-Ioana Andrei Ekaterine Gorgodze 6-1, 7-5                                             | Alexandra Romanova Maria Zharkova             | Maria Zharkova Katharina Lehnert              | Jasmin Steinherr Ksenija Milevskaja Sabrina Baumgarten Alexandra Romanova        |
| 25 aprile | Eurodistrikt Ortenau-Straßburg Open 2011 Zell am Harmersbach, Germania Terra rossa $10 000 Singolare – Doppio    | Carina Witthöft 4-6, 6-3, 6-4                                                              | Vanessa Henke                                 | Martina Kubíčiková Christina Shakovets        | Agnese Zucchini Iris Khanna Mihaela Buzărnescu Petra Krejsová                    |
| 25 aprile | Eurodistrikt Ortenau-Straßburg Open 2011 Zell am Harmersbach, Germania Terra rossa $10 000 Singolare – Doppio    | Marcella Koek Eva Wacanno 6-1, 6-4                                                         | Desiree Schelenz Christina Shakovets          | Martina Kubíčiková Christina Shakovets        | Agnese Zucchini Iris Khanna Mihaela Buzărnescu Petra Krejsová                    |
| 25 aprile | AEGON Pro Series Bournemouth 2011 Bournemouth, Gran Bretagna Terra rossa $10 000 Singolare – Doppio              | Scarlett Werner 6-3, 7-5                                                                   | Romana Tabak                                  | Francesca Stephenson Jade Windley             | Julia Moriarty Alice Balducci Alina Wessel Katie Boulter                         |
| 25 aprile | AEGON Pro Series Bournemouth 2011 Bournemouth, Gran Bretagna Terra rossa $10 000 Singolare – Doppio              | Surina de Beer Francesca Stephenson 6-2, 6-2                                               | Scarlett Werner Alina Wessel                  | Francesca Stephenson Jade Windley             | Julia Moriarty Alice Balducci Alina Wessel Katie Boulter                         |
| 25 aprile | Torneo Club Tennis Vic 2011 Vic, Spagna Terra rossa $10 000 Singolare – Doppio                                   | Despina Papamichail 7–6(8), 6-1                                                            | Victoria Larrière                             | Garbiñe Muguruza Blanco Tereza Mrdeža         | Ximena Hermoso Andrea Gámiz Simona Dobrá Charlène Seateun                        |
| 25 aprile | Torneo Club Tennis Vic 2011 Vic, Spagna Terra rossa $10 000 Singolare – Doppio                                   | Simona Dobrá Tereza Hladíková 6-2, 6-1                                                     | Andrea Gámiz Despina Papamichail              | Garbiñe Muguruza Blanco Tereza Mrdeža         | Ximena Hermoso Andrea Gámiz Simona Dobrá Charlène Seateun                        |
| 25 aprile | Torneo Club Athletico Paulistano 2011 San Paolo, Brasile Terra rossa $10 000 Singolare – Doppio                  | Andrea Benitez 7–6(4), 4-6, 6-2                                                            | Karolina Nowak                                | Nathalia Rossi Eduarda Piai                   | Nathaly Kurata Monique Albuquerque Tatiana Búa Fernanda Hermenegildo             |
| 25 aprile | Torneo Club Athletico Paulistano 2011 San Paolo, Brasile Terra rossa $10 000 Singolare – Doppio                  | Gabriela Cé Carla Forte 7–6(5), 6-4                                                        | Isabela Miro Nathalia Rossi                   | Nathalia Rossi Eduarda Piai                   | Nathaly Kurata Monique Albuquerque Tatiana Búa Fernanda Hermenegildo             |
| 25 aprile | ITF Women's Circuit Bangkok 2011 Bangkok, Thailandia Cemento $10 000 Singolare – Doppio                          | Misa Eguchi 6-1, 6-1                                                                       | Lu Jia-jing                                   | Luksika Kumkhum Zhao Yi-jing                  | Anna Tjul'pa Jessy Rompies Hu Yue-yue Nungnadda Wannasuk                         |
| 25 aprile | ITF Women's Circuit Bangkok 2011 Bangkok, Thailandia Cemento $10 000 Singolare – Doppio                          | Li Ting, jr Ai Yamamoto 7–6(6), 6-4                                                        | Napatsakorn Sankaew Yang Zi                   | Luksika Kumkhum Zhao Yi-jing                  | Anna Tjul'pa Jessy Rompies Hu Yue-yue Nungnadda Wannasuk                         |
| 25 aprile | Pavlov Cup 2011 Minsk, Bielorussia Cemento $25 000 Singolare – Doppio                                            | Ol'ga Alekseevna Pučkova 6-2, 7-5                                                          | Nadežda Kičenok                               | Lina Stančiūtė Teodora Mirčić                 | Polina Pekhova Ljudmyla Kičenok Aleksandra Krunić Anastasіja Vasyl'jeva          |
| 25 aprile | Pavlov Cup 2011 Minsk, Bielorussia Cemento $25 000 Singolare – Doppio                                            | Ljudmyla Kičenok Nadežda Kičenok 6-1, 6-2                                                  | Teodora Mirčić Nicole Rottmann                | Lina Stančiūtė Teodora Mirčić                 | Polina Pekhova Ljudmyla Kičenok Aleksandra Krunić Anastasіja Vasyl'jeva          |

## Maggio
| Settimana | Torneo | Vincitrice                                                   | Finalista                                   | Semifinaliste                                    | Quarti di finale                                                                     |
| --------- | --- | ------------------------------------------------------------ | ------------------------------------------- | ------------------------------------------------ | ------------------------------------------------------------------------------------ |
| 2 maggio  | Mima Foundation USTA Pro Tennis Classic 2011 Indian Harbour Beach, USA Terra verde $50 000 Singolare – Doppio                         | Melinda Czink 4-6, 6-1, 6-4                                  | Alison Riske                                | Laura Robson Irina Falconi                       | Alexa Glatch María Fernanda Álvarez Terán Chichi Scholl Jessica Pegula               |
| 2 maggio  | Mima Foundation USTA Pro Tennis Classic 2011 Indian Harbour Beach, USA Terra verde $50 000 Singolare – Doppio                         | Al'ona Sotnikova Lenka Wienerová 6-4, 6-3                    | Christina Fusano Alexa Glatch               | Laura Robson Irina Falconi                       | Alexa Glatch María Fernanda Álvarez Terán Chichi Scholl Jessica Pegula               |
| 2 maggio  | Bukhara Womens 2011 Bukhara, Uzbekistan Cemento $25 000 Singolare – Doppio                                                            | Nikola Hofmanová 6-4, 7-5                                    | Marta Sirotkina                             | Kateryna Kozlova Naomi Broady                    | Nina Bratčikova Polina Pekhova Isabella Holland Tetjana Arefyeva                     |
| 2 maggio  | Bukhara Womens 2011 Bukhara, Uzbekistan Cemento $25 000 Singolare – Doppio                                                            | Han Sung-hee Liang Chen 4-6, 7–6(5), [10-5]                  | Nina Bratčikova Ksenia Palkina              | Kateryna Kozlova Naomi Broady                    | Nina Bratčikova Polina Pekhova Isabella Holland Tetjana Arefyeva                     |
| 2 maggio  | Trofeo Primoljo 2011 Casarano, Italia Terra rossa $10 000 Singolare – Doppio                                                          | Irina Chromačëva 6-3, 6-4                                    | Anne Schäfer                                | Valentina Sulpizio Giulia Gatto-Monticone        | Zhang Ling Annalisa Bona Paola Cigui Federica Quercia                                |
| 2 maggio  | Trofeo Primoljo 2011 Casarano, Italia Terra rossa $10 000 Singolare – Doppio                                                          | Giulia Gatto-Monticone Federica Quercia 7-5, 2-6, [10-5]     | Benedetta Davato Federica Grazioso          | Valentina Sulpizio Giulia Gatto-Monticone        | Zhang Ling Annalisa Bona Paola Cigui Federica Quercia                                |
| 2 maggio  | ITF Women's Circuit Istanbul 2011 Istanbul, Turchia Cemento $10 000 Singolare – Doppio                                                | Sofia Kvatsabaia 6-2, 6-1                                    | Ksenija Milevskaja                          | Laura-Ioana Andrei Andreea Văideanu              | Yana Orlova Jasmin Steinherr Stephanie Scimone Anja Prislan                          |
| 2 maggio  | ITF Women's Circuit Istanbul 2011 Istanbul, Turchia Cemento $10 000 Singolare – Doppio                                                | Laura-Ioana Andrei Sofia Kvatsabaia 6-2, 6-2                 | Dessislava Mladenova Anja Prislan           | Laura-Ioana Andrei Andreea Văideanu              | Yana Orlova Jasmin Steinherr Stephanie Scimone Anja Prislan                          |
| 2 maggio  | Wiesbaden Tennis Open 2011 Wiesbaden, Germania Terra rossa $10 000 Singolare – Doppio                                                 | Yuliana Lizarazo 6-1, 7–6(5)                                 | Marcella Koek                               | Mihaela Buzărnescu Karolina Wlodarczak           | Barbara Sobaszkiewicz Myrtille Georges Stephanie Wagner Katharina Lehnert            |
| 2 maggio  | Wiesbaden Tennis Open 2011 Wiesbaden, Germania Terra rossa $10 000 Singolare – Doppio                                                 | Mihaela Buzărnescu Karolina Wlodarczak 6(4)–7, 6-3, [10-6]   | Dejana Raickovic Ghislaine van Baal         | Mihaela Buzărnescu Karolina Wlodarczak           | Barbara Sobaszkiewicz Myrtille Georges Stephanie Wagner Katharina Lehnert            |
| 2 maggio  | AEGON Pro Series Edinburgh 2011 Edimburgo, Gran Bretagna Terra rossa $10 000 Singolare – Doppio                                       | Alison van Uytvanck 6(5)–7, 6-4, 6-2                         | Justyna Jegiołka                            | Carolina Orsi Scarlett Werner                    | Bianca Koch Lucy Brown Jade Windley Valerie Verhamme                                 |
| 2 maggio  | AEGON Pro Series Edinburgh 2011 Edimburgo, Gran Bretagna Terra rossa $10 000 Singolare – Doppio                                       | Samantha Murray Jade Windley 7-5, 4-6, [10-8]                | Surina de Beer Scarlett Werner              | Carolina Orsi Scarlett Werner                    | Bianca Koch Lucy Brown Jade Windley Valerie Verhamme                                 |
| 2 maggio  | Sree Nidhi ITF $10,000 Womens Tennis Tournament 2011 Hyderabad, India Cemento $10 000 Singolare – Doppio                              | Keren Shlomo 6-1, 6-4                                        | Han Na-lae                                  | Lee So-ra Misa Kinoshita                         | Prerna Bhambri Etsuko Kitazaki Manisha Foster Rushmi Chakravarthi                    |
| 2 maggio  | Sree Nidhi ITF $10,000 Womens Tennis Tournament 2011 Hyderabad, India Cemento $10 000 Singolare – Doppio                              | Han Na-lae Lee So-ra 6-3, 6-2                                | Sowjanya Bavisetti Natasha Palha            | Lee So-ra Misa Kinoshita                         | Prerna Bhambri Etsuko Kitazaki Manisha Foster Rushmi Chakravarthi                    |
| 2 maggio  | ITF Women's Circuit Bangkok 2 2011 Bangkok, Thailandia Cemento $10 000 Singolare – Doppio                                             | Luksika Kumkhum 6-2, 6-2                                     | Ayu-Fani Damayanti                          | Zhao Yi-jing Lu Jia-jing                         | Zhu Lin Jessy Rompies Misa Eguchi Emi Mutaguchi                                      |
| 2 maggio  | ITF Women's Circuit Bangkok 2 2011 Bangkok, Thailandia Cemento $10 000 Singolare – Doppio                                             | Jessy Rompies Grace Sari Ysidora 3-6, 6-4, [10-5]            | Ayu-Fani Damayanti Lavinia Tananta          | Zhao Yi-jing Lu Jia-jing                         | Zhu Lin Jessy Rompies Misa Eguchi Emi Mutaguchi                                      |
| 2 maggio  | Open GDF SUEZ de Cagnes-sur-Mer Alpes-Maritimes 2011 Cagnes-sur-Mer, Francia Terra rossa $100 000+H Singolare – Doppio                | Sorana Cîrstea 6(5)–7, 6-2, 6-2                              | Pauline Parmentier                          | Elena Baltacha Maria Elena Camerin               | Kristina Barrois Zhang Shuai Anastasija Pivovarova Lara Arruabarrena-Vecino          |
| 2 maggio  | Open GDF SUEZ de Cagnes-sur-Mer Alpes-Maritimes 2011 Cagnes-sur-Mer, Francia Terra rossa $100 000+H Singolare – Doppio                | Anna-Lena Grönefeld Petra Martić 1-6, 6-2, [11-9]            | Darija Jurak Renata Voráčová                | Elena Baltacha Maria Elena Camerin               | Kristina Barrois Zhang Shuai Anastasija Pivovarova Lara Arruabarrena-Vecino          |
| 2 maggio  | Fukuoka International Women's Cup 2011 Fukuoka, Giappone Sintetico $50 000 Singolare – Doppio                                         | Tamarine Tanasugarn 6-4, 5-7, 7-5                            | Chan Yung-jan                               | Aiko Nakamura Kumiko Iijima                      | Natsumi Hamamura Erika Takao Emily Webley-Smith Erika Sema                           |
| 2 maggio  | Fukuoka International Women's Cup 2011 Fukuoka, Giappone Sintetico $50 000 Singolare – Doppio                                         | Shūko Aoyama Rika Fujiwara 7–6(3), 6-0                       | Aiko Nakamura Junri Namigata                | Aiko Nakamura Kumiko Iijima                      | Natsumi Hamamura Erika Takao Emily Webley-Smith Erika Sema                           |
| 2 maggio  | Strabag Prague Open 2011 Praga, Repubblica Ceca Terra rossa $50 000 Singolare – Doppio                                                | Lucie Hradecká 4-6, 6-3, 6-2                                 | Paula Ormaechea                             | Yvonne Meusburger Romina Oprandi                 | Mandy Minella Patricia Mayr-Achleitner Ol'ga Savčuk Michaëlla Krajicek               |
| 2 maggio  | Strabag Prague Open 2011 Praga, Repubblica Ceca Terra rossa $50 000 Singolare – Doppio                                                | Dar'ja Kustova Arina Rodionova 2-6, 6-1, [10-7]              | Ol'ga Savčuk Lesja Curenko                  | Yvonne Meusburger Romina Oprandi                 | Mandy Minella Patricia Mayr-Achleitner Ol'ga Savčuk Michaëlla Krajicek               |
| 2 maggio  | Isla de Gran Canaria-Maspalomas 2011 Gran Canaria - Maspalomas, Spagna Terra rossa $10 000 Singolare – Doppio                         | Sandra Soler-Sola 3-6, 6-1, 6-4                              | Rocío de la Torre-Sánchez                   | Lisanne van Riet Ximena Hermoso                  | Stéphanie Vongsouthi Yuka Mori Claudia Lorenzo Fernandez Isabel Rapisarda-Calvo      |
| 2 maggio  | Isla de Gran Canaria-Maspalomas 2011 Gran Canaria - Maspalomas, Spagna Terra rossa $10 000 Singolare – Doppio                         | Ximena Hermoso Ivette López 6-2, 6-3                         | Martina Caciotti Nicole Clerico             | Lisanne van Riet Ximena Hermoso                  | Stéphanie Vongsouthi Yuka Mori Claudia Lorenzo Fernandez Isabel Rapisarda-Calvo      |
| 2 maggio  | Petroupoli Cup 2011 Petroupoli, Grecia Cemento $10 000 Singolare – Doppio                                                             | Diāna Marcinkēviča 5-7, 7-5, 6-3                             | Despina Papamichail                         | Alexandra Artamonova Nicole Rottmann             | Zuzana Linhová Kim Grajdek Clelia Melena Petra Jurová                                |
| 2 maggio  | Petroupoli Cup 2011 Petroupoli, Grecia Cemento $10 000 Singolare – Doppio                                                             | Kim Grajdek Zuzana Linhová 3-6, 6-3, [10-6]                  | Alexandra Artamonova Diāna Marcinkēviča     | Alexandra Artamonova Nicole Rottmann             | Zuzana Linhová Kim Grajdek Clelia Melena Petra Jurová                                |
| 9 maggio  | Sparta Prague Open 2011 Praga, Repubblica Ceca Terra rossa $100 000 Singolare – Doppio                                                | Magdaléna Rybáriková 6-3, 6-4                                | Petra Kvitová                               | Aleksandra Krunić Petra Cetkovská                | Mathilde Johansson Denisa Allertová Ksenija Pervak Klára Zakopalová                  |
| 9 maggio  | Sparta Prague Open 2011 Praga, Repubblica Ceca Terra rossa $100 000 Singolare – Doppio                                                | Petra Cetkovská Michaëlla Krajicek 6-2, 6-1                  | Lindsay Lee-Waters Megan Moulton-Levy       | Aleksandra Krunić Petra Cetkovská                | Mathilde Johansson Denisa Allertová Ksenija Pervak Klára Zakopalová                  |
| 9 maggio  | Kurume Best Amenity International Women's Tennis 2011 Kurume, Giappone Erba $50 000 Singolare – Doppio                                | Rika Fujiwara 6-3, 6-1                                       | Monique Adamczak                            | Zheng Saisai Shiho Akita                         | Akiko Ōmae Erika Sema Hsu Wen-hsin Sachie Ishizu                                     |
| 9 maggio  | Kurume Best Amenity International Women's Tennis 2011 Kurume, Giappone Erba $50 000 Singolare – Doppio                                | Ayumi Oka Akiko Yonemura 6-3, 5-7, [10-8]                    | Rika Fujiwara Tamarine Tanasugarn           | Zheng Saisai Shiho Akita                         | Akiko Ōmae Erika Sema Hsu Wen-hsin Sachie Ishizu                                     |
| 9 maggio  | Open International Féminin Midi-Pyrénées Saint-Gaudens Comminges 2011 Saint-Gaudens, Francia Terra rossa $50 000+H Singolare – Doppio | Anastasija Pivovarova 7–6(4), 6(3)–7, 6-2                    | Arantxa Rus                                 | Valerija Savinych Vesna Dolonc                   | Irini Georgatou Elina Svitolina Pauline Parmentier Anna Tatišvili                    |
| 9 maggio  | Open International Féminin Midi-Pyrénées Saint-Gaudens Comminges 2011 Saint-Gaudens, Francia Terra rossa $50 000+H Singolare – Doppio | Caroline Garcia Aurélie Védy 6-3, 6-3                        | Anastasija Pivovarova Ol'ga Savčuk          | Valerija Savinych Vesna Dolonc                   | Irini Georgatou Elina Svitolina Pauline Parmentier Anna Tatišvili                    |
| 9 maggio  | RBC Bank Women's Challenger 2011 Raleigh, USA Terra verde $50 000 Singolare – Doppio                                                  | Petra Rampre 6-3, 6-2                                        | Camila Giorgi                               | Marie-Ève Pelletier Julia Boserup                | Valerija Solov'ëva Alexa Glatch Asia Muhammad Shelby Rogers                          |
| 9 maggio  | RBC Bank Women's Challenger 2011 Raleigh, USA Terra verde $50 000 Singolare – Doppio                                                  | Sharon Fichman Marie-Ève Pelletier 6-1, 6-3                  | Beatrice Capra Asia Muhammad                | Marie-Ève Pelletier Julia Boserup                | Valerija Solov'ëva Alexa Glatch Asia Muhammad Shelby Rogers                          |
| 9 maggio  | Camparini Gioielli Cup 2011 Reggio Emilia, Italia Terra rossa $50 000 Singolare – Doppio                                              | Sloane Stephens 6-3, 6-1                                     | Nastas'sja Jakimava                         | Ekaterina Ivanova Sabine Lisicki                 | Ajla Tomljanović Sophie Ferguson Liana Ungur Marina Eraković                         |
| 9 maggio  | Camparini Gioielli Cup 2011 Reggio Emilia, Italia Terra rossa $50 000 Singolare – Doppio                                              | Sophie Ferguson Sally Peers 6-4, 6-1                         | Claudia Giovine María Irigoyen              | Ekaterina Ivanova Sabine Lisicki                 | Ajla Tomljanović Sophie Ferguson Liana Ungur Marina Eraković                         |
| 9 maggio  | Zagreb Open 2011 Zagabria, Croazia Terra rossa $25 000 Singolare – Doppio                                                             | Nathalie Piquion 6-3, 3-6, 6-1                               | Doroteja Erić                               | Nastja Kolar Julija Bejhel'zymer                 | Elica Kostova Galina Voskoboeva Réka-Luca Jani Tadeja Majerič                        |
| 9 maggio  | Zagreb Open 2011 Zagabria, Croazia Terra rossa $25 000 Singolare – Doppio                                                             | Elica Kostova Barbara Sobaszkiewicz 1-6, 6-3, [12-10]        | Ani Mijacika Ana Vrljić                     | Nastja Kolar Julija Bejhel'zymer                 | Elica Kostova Galina Voskoboeva Réka-Luca Jani Tadeja Majerič                        |
| 9 maggio  | Rising Star Tour 2011 Båstad, Svezia Terra rossa $10 000 Singolare – Doppio                                                           | Romana Tabak 7-5, 6(2)–7, 6-2                                | Olga Brózda                                 | Carina Witthöft Yuliana Lizarazo                 | Karolina Nowak Sylwia Zagórska Anna Brazhnikova Julija Putinceva                     |
| 9 maggio  | Rising Star Tour 2011 Båstad, Svezia Terra rossa $10 000 Singolare – Doppio                                                           | Olga Brózda Natalia Kolat 7–6(3), 6-2                        | Yuliana Lizarazo Alina Wessel               | Carina Witthöft Yuliana Lizarazo                 | Karolina Nowak Sylwia Zagórska Anna Brazhnikova Julija Putinceva                     |
| 9 maggio  | ITF Women's Circuit Bangkok 3 2011 Bangkok, Thailandia Cemento $10 000 Singolare – Doppio                                             | Luksika Kumkhum 6-1, 6-0                                     | Peangtarn Pliphuech                         | Hu Yue-yue Yoo Mi                                | Lu Jia Xiang Ayu-Fani Damayanti Li Ting, jr Nicha Lertpitaksinchai                   |
| 9 maggio  | ITF Women's Circuit Bangkok 3 2011 Bangkok, Thailandia Cemento $10 000 Singolare – Doppio                                             | Li Ting, jr Zhao Yi-jing 6(2)–7, 6-4, [13-11]                | Ayu-Fani Damayanti Lavinia Tananta          | Hu Yue-yue Yoo Mi                                | Lu Jia Xiang Ayu-Fani Damayanti Li Ting, jr Nicha Lertpitaksinchai                   |
| 9 maggio  | ITF Women's $10,000 Tennis Tournament Delhi 2 2011 Nuova Delhi, India Cemento $10 000 Singolare – Doppio                              | Keren Shlomo 2-6, 6-2, 6-2                                   | Misa Kinoshita                              | Manisha Foster Prerna Bhambri                    | Etsuko Kitazaki Jessica Sabeshinskaja Jang Su Jeong Ankita Raina                     |
| 9 maggio  | ITF Women's $10,000 Tennis Tournament Delhi 2 2011 Nuova Delhi, India Cemento $10 000 Singolare – Doppio                              | Aishwarya Agrawal Ankita Raina 6-4, 6-3                      | Fatma Al-Nabhani Rushmi Chakravarthi        | Manisha Foster Prerna Bhambri                    | Etsuko Kitazaki Jessica Sabeshinskaja Jang Su Jeong Ankita Raina                     |
| 9 maggio  | Ciudad Santa Cruz De Tenerife 2011 Tenerife, Spagna Cemento $10 000 Singolare – Doppio                                                | Victoria Larrière 6-1, 6-1                                   | Ximena Hermoso                              | Rocío de la Torre-Sánchez Isabel Rapisarda-Calvo | Sandra Soler-Sola Silvia García Jimenez Carmen López-Rueda Arabela Fernandez-Rabener |
| 9 maggio  | Ciudad Santa Cruz De Tenerife 2011 Tenerife, Spagna Cemento $10 000 Singolare – Doppio                                                | Ximena Hermoso Ivette López 6-4, 7-5                         | Yuka Mori Kaori Onishi                      | Rocío de la Torre-Sánchez Isabel Rapisarda-Calvo | Sandra Soler-Sola Silvia García Jimenez Carmen López-Rueda Arabela Fernandez-Rabener |
| 9 maggio  | Torneo Club Radio Parque 2011 Encarnación, Paraguay Terra rossa $10 000 Singolare – Doppio                                            | Verónica Cepede Royg 6-2, 6-2                                | Ornella Caron                               | Daniela Degano Barbara Montiel                   | Jordana Lujan Flavia Guimaraes Bueno Guadalupe Moreno Sara Gimenez                   |
| 9 maggio  | Torneo Club Radio Parque 2011 Encarnación, Paraguay Terra rossa $10 000 Singolare – Doppio                                            | Verónica Cepede Royg Luciana Sarmenti 6-3, 6-2               | Ornella Caron Jordana Lujan                 | Daniela Degano Barbara Montiel                   | Jordana Lujan Flavia Guimaraes Bueno Guadalupe Moreno Sara Gimenez                   |
| 9 maggio  | Torneo Club Med Itaparica 2011 Itaparica, Brasile Cemento $10 000 Singolare – Doppio                                                  | Andrea Benitez 6-2, 6-3                                      | Aranza Salut                                | Carla Forte Nathalia Rossi                       | Carolina Zeballos Daniela Seguel Nathaly Kurata Luisa Rosa                           |
| 9 maggio  | Torneo Club Med Itaparica 2011 Itaparica, Brasile Cemento $10 000 Singolare – Doppio                                                  | Nathalia Rossi Daniela Seguel 3-6, 6-0, [10-7]               | Andrea Benitez Raquel Piltcher              | Carla Forte Nathalia Rossi                       | Carolina Zeballos Daniela Seguel Nathaly Kurata Luisa Rosa                           |
| 9 maggio  | ITF Women's Circuit Heraklion 2011 Heraklion, Grecia Cemento $10 000 Singolare – Doppio                                               | Despina Papamichail 6-1, 3-6, 6-2                            | Nicole Rottmann                             | Samantha Murray Kim Grajdek                      | Anna Fitzpatrick Diana Arutyunova Diāna Marcinkēviča Maria Sakkarī                   |
| 9 maggio  | ITF Women's Circuit Heraklion 2011 Heraklion, Grecia Cemento $10 000 Singolare – Doppio                                               | Anna Fitzpatrick Samantha Murray 6-3, 6-2                    | Amanda Elliott Nicole Rottmann              | Samantha Murray Kim Grajdek                      | Anna Fitzpatrick Diana Arutyunova Diāna Marcinkēviča Maria Sakkarī                   |
| 9 maggio  | Bakırköy Open 2011 Istanbul, Turchia Cemento $10 000 Singolare – Doppio                                                               | Jasmin Steinherr 6-4, 6-2                                    | Andreea Văideanu                            | Anastasіja Vasyl'jeva Sofia Kvatsabaia           | Valeriya Strakhova Diana Stomlega Sandra Zaniewska Valeria Patiuk                    |
| 9 maggio  | Bakırköy Open 2011 Istanbul, Turchia Cemento $10 000 Singolare – Doppio                                                               | Dessislava Mladenova Andreea Văideanu 4-6, 6-1, [10-5]       | Ganna Piven Anastasіja Vasyl'jeva           | Anastasіja Vasyl'jeva Sofia Kvatsabaia           | Valeriya Strakhova Diana Stomlega Sandra Zaniewska Valeria Patiuk                    |
| 16 maggio | ITF NH NongHyup Goyang Women's Challenger Tennis 2011 Goyang, Corea del Sud Cemento $25 000 Singolare – Doppio                        | Chanel Simmonds 6(9)–7, 6-1, 7–6(3)                          | Lee Ye-ra                                   | Yurika Sema Hong Hyun-hui                        | Kim Ju-eun Han Sung-hee Chae Kyung-yee María Fernanda Álvarez Terán                  |
| 16 maggio | ITF NH NongHyup Goyang Women's Challenger Tennis 2011 Goyang, Corea del Sud Cemento $25 000 Singolare – Doppio                        | Kim Ji-young Yoo Mi 6-2, 6-4                                 | Kim Kun-hee Yu Min-hwa                      | Yurika Sema Hong Hyun-hui                        | Kim Ju-eun Han Sung-hee Chae Kyung-yee María Fernanda Álvarez Terán                  |
| 16 maggio | Internazionali Femminili di Tennis di Brescia 2011 Brescia, Italia Terra rossa $25 000 Singolare – Doppio                             | Iryna Burjačok 6(5)–7, 6-2, 6-2                              | Giulia Gatto-Monticone                      | Mónica Puig Réka-Luca Jani                       | Elora Dabija Anna-Giulia Remondina Karin Knapp Diana Enache                          |
| 16 maggio | Internazionali Femminili di Tennis di Brescia 2011 Brescia, Italia Terra rossa $25 000 Singolare – Doppio                             | Karen Castiblanco Fernanda Hermenegildo 4-6, 6-3, [10-6]     | Evelyn Mayr Julia Mayr                      | Mónica Puig Réka-Luca Jani                       | Elora Dabija Anna-Giulia Remondina Karin Knapp Diana Enache                          |
| 16 maggio | Kültürpark Cup 2011 Smirne, Turchia Cemento $25 000 Singolare – Doppio                                                                | Mihaela Buzărnescu 7-5, 6-4                                  | Naomi Broady                                | Sofia Shapatava Eva Hrdinová                     | Tara Moore Magali de Lattre Ganna Piven Pemra Özgen                                  |
| 16 maggio | Kültürpark Cup 2011 Smirne, Turchia Cemento $25 000 Singolare – Doppio                                                                | Naomi Broady Lisa Whybourn 3-6, 7–6(4), [10-7]               | Mihaela Buzărnescu Tereza Mrdeža            | Sofia Shapatava Eva Hrdinová                     | Tara Moore Magali de Lattre Ganna Piven Pemra Özgen                                  |
| 16 maggio | Rising Star Tour 2 2011 Båstad, Svezia Terra rossa $10 000 Singolare – Doppio                                                         | Yuliana Lizarazo 6-2, 3-6, 6-2                               | Hilda Melander                              | Olga Brózda Sandra Roma                          | Emma Flood Joana Eidukonyte Ella Leivo Amy Bowtell                                   |
| 16 maggio | Rising Star Tour 2 2011 Båstad, Svezia Terra rossa $10 000 Singolare – Doppio                                                         | Olga Brózda Natalia Kolat 6-3, 6-1                           | Hilda Melander Paulina Milosavljevic        | Olga Brózda Sandra Roma                          | Emma Flood Joana Eidukonyte Ella Leivo Amy Bowtell                                   |
| 16 maggio | Trofeu Galetes Trias 2011 Santa Coloma de Gramenet, Spagna Terra rossa $10 000 Singolare – Doppio                                     | Viktorija Golubic 6-3, 6-3                                   | Inés Ferrer-Suárez                          | Nina Zander Alice Balducci                       | Eva Fernández-Brugués Marcella Koek Martina Gledacheva Yevgeniya Kryvoruchko         |
| 16 maggio | Trofeu Galetes Trias 2011 Santa Coloma de Gramenet, Spagna Terra rossa $10 000 Singolare – Doppio                                     | Eva Fernández-Brugués Inés Ferrer-Suárez 6-3, 6(3)–7, [10-4] | Viktorija Golubic Nina Zander               | Nina Zander Alice Balducci                       | Eva Fernández-Brugués Marcella Koek Martina Gledacheva Yevgeniya Kryvoruchko         |
| 16 maggio | Koser Jewelers Pro Circuit Tennis Challenge 2011 Landisville, USA Cemento $10 000 Singolare – Doppio                                  | Robin Anderson 6-2, 6-3                                      | Bojana Bobusic                              | Angelina Gabueva Brooke Austin                   | Gabriela Dabrowski Anastasia Kharchenko Chloe Jones Nika Kukharchuk                  |
| 16 maggio | Koser Jewelers Pro Circuit Tennis Challenge 2011 Landisville, USA Cemento $10 000 Singolare – Doppio                                  | Chieh-yu Hsu Nicola Slater 7-5, 6-3                          | Brooke Rischbieth Storm Sanders             | Angelina Gabueva Brooke Austin                   | Gabriela Dabrowski Anastasia Kharchenko Chloe Jones Nika Kukharchuk                  |
| 16 maggio | Durban International Open 2011 Durban, Sudafrica Cemento $10 000 Singolare – Doppio                                                   | Katerina Kramperová 6-2, 6-0                                 | Surina de Beer                              | Nicola George Nicole Rottmann                    | Jeannine Prentner Lara Rafful Jennifer Allan Julija Samuseva                         |
| 16 maggio | Durban International Open 2011 Durban, Sudafrica Cemento $10 000 Singolare – Doppio                                                   | Jennifer Allan Surin de Beer 6-2, 4-6, [10-8]                | Malou Ejdesgaard Nicole Rottmann            | Nicola George Nicole Rottmann                    | Jeannine Prentner Lara Rafful Jennifer Allan Julija Samuseva                         |
| 16 maggio | Summer Cup 2011 Mosca, Russia Terra rossa $25 000 Singolare – Doppio                                                                  | Julija Putinceva 6-2, 6-1                                    | Veronika Kapšaj                             | Nadejda Guskova Elizaveta Ianchuk                | Aleksandra Krunić Tadeja Majerič Justyna Jegiołka Zuzana Luknárová                   |
| 16 maggio | Summer Cup 2011 Mosca, Russia Terra rossa $25 000 Singolare – Doppio                                                                  | Nadejda Guskova Valerija Solov'ëva 6-3, 7–6(2)               | Justyna Jegiołka Veronika Kapšaj            | Nadejda Guskova Elizaveta Ianchuk                | Aleksandra Krunić Tadeja Majerič Justyna Jegiołka Zuzana Luknárová                   |
| 16 maggio | Karyizawa Yonex Open 2011 Karuizawa, Giappone Sintetico $25 000 Singolare – Doppio                                                    | Misa Eguchi 6-3, 6-3                                         | Rika Fujiwara                               | Qiang Wang Natsumi Hamamura                      | Monique Adamczak Ksenija Lykina Ol'ga Alekseevna Pučkova Miyabi Inoue                |
| 16 maggio | Karyizawa Yonex Open 2011 Karuizawa, Giappone Sintetico $25 000 Singolare – Doppio                                                    | Shūko Aoyama Rika Fujiwara 6-4, 6-4                          | Natsumi Hamamura Ayumi Oka                  | Qiang Wang Natsumi Hamamura                      | Monique Adamczak Ksenija Lykina Ol'ga Alekseevna Pučkova Miyabi Inoue                |
| 16 maggio | Rethymno Women's Futures 2011 Rethymno, Grecia Cemento $10 000 Singolare – Doppio                                                     | Alexandra Artamonova 6-2, 6-4                                | Samantha Murray                             | Diana Arutyunova Carolina Betancourt             | Anna Fitzpatrick Lisa Sabino Ofri Lankri Diāna Marcinkēviča                          |
| 16 maggio | Rethymno Women's Futures 2011 Rethymno, Grecia Cemento $10 000 Singolare – Doppio                                                     | Alexandra Artamonova Diāna Marcinkēviča 6-2, 6-3             | Anna Fitzpatrick Jade Windley               | Diana Arutyunova Carolina Betancourt             | Anna Fitzpatrick Lisa Sabino Ofri Lankri Diāna Marcinkēviča                          |
| 16 maggio | ITF Women's Circuit Club Med Itaparica 2011 Itaparica, Brasile Cemento $10 000 Singolare – Doppio                                     | Andrea Benitez 6-2, 6-3                                      | Vanesa Furlanetto                           | Vivian Segnini Amanda Carreras                   | Carla Forte Daniela Seguel Monique Albuquerque Nathalia Rossi                        |
| 16 maggio | ITF Women's Circuit Club Med Itaparica 2011 Itaparica, Brasile Cemento $10 000 Singolare – Doppio                                     | Cecilia Costa Melgar Flavia Guimaraes Bueno 6-3, 3-6, [10-8] | Isabella Robbiani Luciana Sarmenti          | Vivian Segnini Amanda Carreras                   | Carla Forte Daniela Seguel Monique Albuquerque Nathalia Rossi                        |
| 23 maggio | LA Tennis Open Challenger 2011 Carson, USA Cemento $50 000 Singolare – Doppio                                                         | Camila Giorgi 7–6(4), 6-1                                    | Alexa Glatch                                | Ashley Weinhold Taylor Townsend                  | Jessica Pegula Teodora Mirčić Yasmin Schnack Chichi Scholl                           |
| 23 maggio | LA Tennis Open Challenger 2011 Carson, USA Cemento $50 000 Singolare – Doppio                                                         | Alexandra Mueller Asia Muhammad 6-2, 6-3                     | Christina Fusano Yasmin Schnack             | Ashley Weinhold Taylor Townsend                  | Jessica Pegula Teodora Mirčić Yasmin Schnack Chichi Scholl                           |
| 23 maggio | ITF Changwon Women's Challenger Tennis 2011 Changwon, Corea del Sud Cemento $25 000 Singolare – Doppio                                | Chanel Simmonds 6-2, 6-2                                     | Yurika Sema                                 | María Fernanda Álvarez Terán Erika Takao         | Jang Su Jeong Han Sung-hee Tetjana Arefyeva Hong Seung-yeon                          |
| 23 maggio | ITF Changwon Women's Challenger Tennis 2011 Changwon, Corea del Sud Cemento $25 000 Singolare – Doppio                                | Chan Hao-ching Zheng Saisai 6-2, 4-6, [11-9]                 | Yurika Sema Erika Takao                     | María Fernanda Álvarez Terán Erika Takao         | Jang Su Jeong Han Sung-hee Tetjana Arefyeva Hong Seung-yeon                          |
| 23 maggio | Torneo Internazionale Femminile Città di Grado 2011 Grado, Italia Terra rossa $25 000 Singolare – Doppio                              | Ajla Tomljanović 6-2, 6-4                                    | Alexandra Cadanțu                           | Nina Bratčikova Olivia Rogowska                  | Yvonne Meusburger Elica Kostova Ekaterina Ivanova Lenka Juríková                     |
| 23 maggio | Torneo Internazionale Femminile Città di Grado 2011 Grado, Italia Terra rossa $25 000 Singolare – Doppio                              | María Irigoyen Ekaterina Ivanova 6-3, 6-0                    | Liu Wanting Sun Shengnan                    | Nina Bratčikova Olivia Rogowska                  | Yvonne Meusburger Elica Kostova Ekaterina Ivanova Lenka Juríková                     |
| 23 maggio | Cemil Alevli Cup 2011 Gaziantep, Turchia Cemento $10 000 Singolare – Doppio                                                           | Melis Sezer 6-2, 6-1                                         | Huliya Velieva                              | Daniella Dominikovic Ani Amiraghyan              | Joanna-Nena Savva Evgeniya Svintsova Başak Eraydın Isabella Šinikova                 |
| 23 maggio | Cemil Alevli Cup 2011 Gaziantep, Turchia Cemento $10 000 Singolare – Doppio                                                           | Ani Amiraghyan Başak Eraydın 6-2, 6-3                        | Daniella Dominikovic Melis Sezer            | Daniella Dominikovic Ani Amiraghyan              | Joanna-Nena Savva Evgeniya Svintsova Başak Eraydın Isabella Šinikova                 |
| 23 maggio | Velenje Open 2011 Velenje, Slovenia Terra rossa $10 000 Singolare – Doppio                                                            | Scarlett Werner 6-2, 6-2                                     | Silvia Njirić                               | Dia Evtimova Karin Morgosová                     | Martina Borecká Carolina Pillot Isabel Rapisarda-Calvo Milana Špremo                 |
| 23 maggio | Velenje Open 2011 Velenje, Slovenia Terra rossa $10 000 Singolare – Doppio                                                            | Maria Abramović Scarlett Werner 6-4, 6-4                     | Dejana Raickovic Dalia Zafirova             | Dia Evtimova Karin Morgosová                     | Martina Borecká Carolina Pillot Isabel Rapisarda-Calvo Milana Špremo                 |
| 23 maggio | ITF Women's Circuit Bucharest 2011 Bucarest, Romania Terra rossa $10 000 Singolare – Doppio                                           | Elora Dabija 6-4, 6-2                                        | Laura-Ioana Andrei                          | Sabina Lupu Julia Kimmelmann                     | Andreea Văideanu Polina Vinogradova Camelia Hristea Bianca Hîncu                     |
| 23 maggio | ITF Women's Circuit Bucharest 2011 Bucarest, Romania Terra rossa $10 000 Singolare – Doppio                                           | Laura-Ioana Andrei Camelia Hristea 7–6(5), 6-1               | Cecilia Estlander Katharina Negrin          | Sabina Lupu Julia Kimmelmann                     | Andreea Văideanu Polina Vinogradova Camelia Hristea Bianca Hîncu                     |
| 23 maggio | ITF Women's Circuit Getxo 2011 Getxo, Spagna Terra rossa $10 000 Singolare – Doppio                                                   | Yevgeniya Kryvoruchko 7–6(7), 3-6, 7–6(5)                    | Elixane Lechemia                            | Eva Fernández-Brugués Sandra Soler-Sola          | Ivonne Cavalle-Reimers Arabela Fernandez-Rabener Karolina Nowak Margit Rüütel        |
| 23 maggio | ITF Women's Circuit Getxo 2011 Getxo, Spagna Terra rossa $10 000 Singolare – Doppio                                                   | Eva Fernández-Brugués Arabela Fernandez-Rabener 7-5, 6-1     | Margarita Lazareva Sheila Solsona-Carcasona | Eva Fernández-Brugués Sandra Soler-Sola          | Ivonne Cavalle-Reimers Arabela Fernandez-Rabener Karolina Nowak Margit Rüütel        |
| 23 maggio | Palmetto Pro Open 2011 Sumter, USA Cemento $10 000 Singolare – Doppio                                                                 | Alexis King 6-3, 7-5                                         | Brooke Austin                               | Hayley Carter Bojana Bobusic                     | Nika Kukharchuk Whitney Jones Kyle McPhillips Nicola Slater                          |
| 23 maggio | Palmetto Pro Open 2011 Sumter, USA Cemento $10 000 Singolare – Doppio                                                                 | Bojana Bobusic Nicola Slater 4-6, 7-5, [10-6]                | Ebony Panoho Storm Sanders                  | Hayley Carter Bojana Bobusic                     | Nika Kukharchuk Whitney Jones Kyle McPhillips Nicola Slater                          |
| 23 maggio | KZN Open 2011 Durban, Sudafrica Cemento $10 000 Singolare – Doppio                                                                    | Nicole Rottmann 6(4)–7, 7-5, 6-1                             | Katerina Kramperová                         | Zuzana Linhová Surina de Beer                    | Jennifer Allan Malou Ejdesgaard Tegan Edwards Natasha Fourouclas                     |
| 23 maggio | KZN Open 2011 Durban, Sudafrica Cemento $10 000 Singolare – Doppio                                                                    | Katerina Kramperová Zuzana Linhová 6-3, 3-6, [10-8]          | Malou Ejdesgaard Nicole Rottmann            | Zuzana Linhová Surina de Beer                    | Jennifer Allan Malou Ejdesgaard Tegan Edwards Natasha Fourouclas                     |
| 23 maggio | Sports Authority of Thailand 2011 Bangkok, Thailandia Cemento $25 000 Singolare – Doppio                                              | Ayu-Fani Damayanti 3-6, 6-2, 6-3                             | Julia Cohen                                 | Peangtarn Pliphuech Marta Sirotkina              | Sandra Zaniewska Melanie Klaffner Lu Jia Xiang Varatchaya Wongteanchai               |
| 23 maggio | Sports Authority of Thailand 2011 Bangkok, Thailandia Cemento $25 000 Singolare – Doppio                                              | Li Ting, Jr. Varatchaya Wongteanchai 6-1, 6-4                | Ayu-Fani Damayanti Lavinia Tananta          | Peangtarn Pliphuech Marta Sirotkina              | Sandra Zaniewska Melanie Klaffner Lu Jia Xiang Varatchaya Wongteanchai               |
| 23 maggio | Meiwasunpia Open Niigata ITF Women's Tennis Circuit 2011 Niigata, Giappone Cemento $25 000 Singolare – Doppio                         | Erika Sema 7–6(5), 6-4                                       | Sachie Ishizu                               | Shiho Akita Qiang Wang                           | Misa Eguchi Yuka Mori Akiko Yonemura Remi Tezuka                                     |
| 23 maggio | Meiwasunpia Open Niigata ITF Women's Tennis Circuit 2011 Niigata, Giappone Cemento $25 000 Singolare – Doppio                         | Natsumi Hamamura Erika Sema 6-1, 6-2                         | Akari Inoue Ayumi Oka                       | Shiho Akita Qiang Wang                           | Misa Eguchi Yuka Mori Akiko Yonemura Remi Tezuka                                     |
| 23 maggio | Ioakimidis Houses ITF Women's Futures 2011 Paros, Grecia Sintetico $10 000 Singolare – Doppio                                         | Karen Barbat 6-1, 7-5                                        | Despoina Vogasari                           | Tamara Čurović Kim Grajdek                       | Samantha Powers Anastasia Kharchenko Julia Moriarty Yuliya Lysa                      |
| 23 maggio | Ioakimidis Houses ITF Women's Futures 2011 Paros, Grecia Sintetico $10 000 Singolare – Doppio                                         | Tamara Čurović Yuliya Lysa 3-6, 6-0, [11-9]                  | Kim Grajdek Anastasia Kharchenko            | Tamara Čurović Kim Grajdek                       | Samantha Powers Anastasia Kharchenko Julia Moriarty Yuliya Lysa                      |
| 23 maggio | Marjorie Sherman Women's Circuit 2011 Ra'anana, Israele Cemento $10 000 Singolare – Doppio                                            | Valeria Patiuk 6-4, 2-6, 6-1                                 | Keren Shlomo                                | Clelia Melena Manisha Foster                     | Julia Valetova Stephanie Scimone Rona Lavian Yasmin Clarke                           |
| 23 maggio | Marjorie Sherman Women's Circuit 2011 Ra'anana, Israele Cemento $10 000 Singolare – Doppio                                            | Ofri Lankri Valeria Patiuk 6-2, 6-1                          | Lee Or Margarita-Greta Skripnik             | Clelia Melena Manisha Foster                     | Julia Valetova Stephanie Scimone Rona Lavian Yasmin Clarke                           |
| 23 maggio | ITF Women's Circuit Club Med Itaparica 2 2011 Itaparica, Brasile Cemento $25 000 Singolare – Doppio                                   | Roxane Vaisemberg 6-0, 6-1                                   | Vivian Segnini                              | Nathalia Rossi Aranza Salut                      | Ana-Clara Duarte Andrea Benitez Verónica Cepede Royg Vanesa Furlanetto               |
| 23 maggio | ITF Women's Circuit Club Med Itaparica 2 2011 Itaparica, Brasile Cemento $25 000 Singolare – Doppio                                   | Monique Albuquerque Aranza Salut 6-3, 4-6, [11-9]            | Vivian Segnini Roxane Vaisemberg            | Nathalia Rossi Aranza Salut                      | Ana-Clara Duarte Andrea Benitez Verónica Cepede Royg Vanesa Furlanetto               |
| 23 maggio | Okeshop International Tennis Tournament 2011 Giacarta, Indonesia Cemento $10 000 Singolare – Doppio                                   | Zhu Lin 7–6(4), 6-3                                          | Nadia Abdala                                | Jessy Rompies Juan Ting-fei                      | Yang Zi Deng Meng Ning Ou Xuanshuo Sandy Gumulya                                     |
| 23 maggio | Okeshop International Tennis Tournament 2011 Giacarta, Indonesia Cemento $10 000 Singolare – Doppio                                   | Zhang Kai-lin Zheng Jun-yi 6-2, 6-4                          | Bella Destriana Nadya Syarifah              | Jessy Rompies Juan Ting-fei                      | Yang Zi Deng Meng Ning Ou Xuanshuo Sandy Gumulya                                     |
| 30 maggio | Nottingham Trophy 2011 Nottingham, Gran Bretagna Erba $75 000+H Singolare – Doppio                                                    | Eléni Daniilídou 1–6, 6–4, 6–2                               | Ol'ga Govorcova                             | Michelle Larcher de Brito Alison Riske           | Stéphanie Foretz Gacon Sloane Stephens Tamira Paszek Romina Oprandi                  |
| 30 maggio | Nottingham Trophy 2011 Nottingham, Gran Bretagna Erba $75 000+H Singolare – Doppio                                                    | Kimiko Date Krumm Zhang Shuai 6–4, 7–6(7)                    | Raquel Kops-Jones Abigail Spears            | Michelle Larcher de Brito Alison Riske           | Stéphanie Foretz Gacon Sloane Stephens Tamira Paszek Romina Oprandi                  |
| 30 maggio | Infond Open 2011 Maribor, Slovenia Terra rossa $25 000 Singolare – Doppio                                                             | Nastja Kolar 7–5, 6–4                                        | Maša Zec Peškirič                           | Annalisa Bona Dia Evtimova                       | María Irigoyen Ani Mijačika Teliana Pereira Ana Vrljić                               |
| 30 maggio | Infond Open 2011 Maribor, Slovenia Terra rossa $25 000 Singolare – Doppio                                                             | Karen Castiblanco Adriana Pérez 6–3, 7–6(9)                  | Ani Mijačika Ana Vrljić                     | Annalisa Bona Dia Evtimova                       | María Irigoyen Ani Mijačika Teliana Pereira Ana Vrljić                               |
| 30 maggio | ITF Gimcheon Women's Challenger Tennis 2011 Gimcheon, Corea del Sud Cemento $25 000 Singolare – Doppio                                | Yoo Mi 6–3, 3–6, 6–1                                         | Yurika Sema                                 | Hong Hyun-hui María Fernanda Álvarez Terán       | Duan Ying-ying Kim So-jung Tetjana Arefyeva Han Sung-hee                             |
| 30 maggio | ITF Gimcheon Women's Challenger Tennis 2011 Gimcheon, Corea del Sud Cemento $25 000 Singolare – Doppio                                | Chan Hao-ching Remi Tezuka 7–5, 6–4                          | Kim Ji-young Yoo Mi                         | Hong Hyun-hui María Fernanda Álvarez Terán       | Duan Ying-ying Kim So-jung Tetjana Arefyeva Han Sung-hee                             |
| 30 maggio | Zubr Cup 2011 Přerov, Repubblica Ceca Terra rossa $25 000 Singolare – Doppio                                                          | Réka-Luca Jani 6–0, 6–3                                      | Karolína Plíšková                           | Zuzana Luknárová Elina Svitolina                 | Sarah-Rebecca Sekulic Martina Kubíčiková Lenka Wienerová Renata Voráčová             |
| 30 maggio | Zubr Cup 2011 Přerov, Repubblica Ceca Terra rossa $25 000 Singolare – Doppio                                                          | Katerina Kramperová Karolína Plíšková 6–3, 6–4               | Ljudmyla Kičenok Nadežda Kičenok            | Zuzana Luknárová Elina Svitolina                 | Sarah-Rebecca Sekulic Martina Kubíčiková Lenka Wienerová Renata Voráčová             |
| 30 maggio | Cantanhede Ladies Open 2011 Cantanhede, Portogallo Sintetico $10 000 Singolare – Doppio                                               | Magali de Lattre 6–2, 6–4                                    | Andrea Gámiz                                | Constance Sibille Ximena Hermoso                 | Sylwia Zagórska Danielle Mills Rita Vilaça Emma Flood                                |
| 30 maggio | Cantanhede Ladies Open 2011 Cantanhede, Portogallo Sintetico $10 000 Singolare – Doppio                                               | Danielle Mills Kayla Rizzolo 7–5, 6–1                        | Natalia Siedliska Sylwia Zagórska           | Constance Sibille Ximena Hermoso                 | Sylwia Zagórska Danielle Mills Rita Vilaça Emma Flood                                |
| 30 maggio | Head Tail Activewear Women's 2011 Hilton Head Island, USA Cemento $10 000 Singolare – Doppio                                          | Alexandra Mueller 6–2, 6–0                                   | Bojana Bobusic                              | Jan Abaza Dianne Hollands                        | Amanda McDowell Marina Giral Lores Macall Harkins Angelina Gabueva                   |
| 30 maggio | Head Tail Activewear Women's 2011 Hilton Head Island, USA Cemento $10 000 Singolare – Doppio                                          | Macall Harkins Amanda McDowell 6–3, 6–3                      | Whitney Jones Alexandra Mueller             | Jan Abaza Dianne Hollands                        | Amanda McDowell Marina Giral Lores Macall Harkins Angelina Gabueva                   |
| 30 maggio | Torneo Internacional Femenino Reebok 2011 Madrid, Spagna Cemento $10 000 Singolare – Doppio                                           | Lucia Cervera-Vazquez 6–4, 7–5                               | Xenia Knoll                                 | Arabela Fernandez-Rabener Julia Kimmelmann       | Ivonne Cavalle-Reimers Alejandra Starkova Carmen López-Rueda Diana Arutyunova        |
| 30 maggio | Torneo Internacional Femenino Reebok 2011 Madrid, Spagna Cemento $10 000 Singolare – Doppio                                           | Rocío de la Torre-Sánchez Olga Sáez Larra 6–4, 4–6, [10–8]   | Isabella Šinikova Julija Stamatova          | Arabela Fernandez-Rabener Julia Kimmelmann       | Ivonne Cavalle-Reimers Alejandra Starkova Carmen López-Rueda Diana Arutyunova        |
| 30 maggio | ITF Women's Circuit Bangkok 4 2011 Bangkok, Thailandia Cemento $25 000 Singolare – Doppio                                             | Marta Sirotkina 6–4, 6–3                                     | Luksika Kumkhum                             | Tamaryn Hendler Piia Suomalainen                 | Varatchaya Wongteanchai Lavinia Tananta Li Ting, Jr. Nicha Lertpitaksinchai          |
| 30 maggio | ITF Women's Circuit Bangkok 4 2011 Bangkok, Thailandia Cemento $25 000 Singolare – Doppio                                             | Li Ting, Jr. Varatchaya Wongteanchai 5–7, 7–6(5), [10–5]     | Ayu-Fani Damayanti Lavinia Tananta          | Tamaryn Hendler Piia Suomalainen                 | Varatchaya Wongteanchai Lavinia Tananta Li Ting, Jr. Nicha Lertpitaksinchai          |
| 30 maggio | Mie International Women's Open Tennis 2011 Mie, Giappone Sintetico $10 000 Singolare – Doppio                                         | Miharu Imanishi 6–4, 6–3                                     | Riko Sawayanagi                             | Kazusa Ito Yumi Miyazaki                         | Yuka Higuchi Chihiro Takayama Mana Ayukawa Yuuki Tanaka                              |
| 30 maggio | Mie International Women's Open Tennis 2011 Mie, Giappone Sintetico $10 000 Singolare – Doppio                                         | Shiori Araki Risa Hasegawa 6–3, 7–6(3)                       | Riko Sawayanagi Chihiro Takayama            | Kazusa Ito Yumi Miyazaki                         | Yuka Higuchi Chihiro Takayama Mana Ayukawa Yuuki Tanaka                              |
| 30 maggio | Torneo Internazionale Femminile Antico Tiro a Volo 2011 Roma - Tiro A Volo, Italia Terra rossa $50 000 Singolare – Doppio             | Christina McHale 6–2, 6–4                                    | Ekaterina Ivanova                           | Liana Ungur Nina Bratčikova                      | Leticia Costas Moreira Tetjana Lužans'ka Iryna Brémond Kurumi Nara                   |
| 30 maggio | Torneo Internazionale Femminile Antico Tiro a Volo 2011 Roma - Tiro A Volo, Italia Terra rossa $50 000 Singolare – Doppio             | Sophie Ferguson Sally Peers w/o                              | Magda Linette Liana Ungur                   | Liana Ungur Nina Bratčikova                      | Leticia Costas Moreira Tetjana Lužans'ka Iryna Brémond Kurumi Nara                   |
| 30 maggio | Città di Firenze 2011 Firenze, Italia, Terra rossa Cemento $10 000 Singolare – Doppio                                                 | Anastasia Grymalska 6–0, 4–6, 6–1                            | Elixane Lechemia                            | Carolina Pillot Benedetta Davato                 | Mihaela Buzărnescu Alice Balducci Alice Savoretti Zuzana Zlochová                    |
| 30 maggio | Città di Firenze 2011 Firenze, Italia, Terra rossa Cemento $10 000 Singolare – Doppio                                                 | Mihaela Buzărnescu Zuzana Zlochová 6–3, 6–4                  | Nicole Clerico Valentina Sulpizio           | Carolina Pillot Benedetta Davato                 | Mihaela Buzărnescu Alice Balducci Alice Savoretti Zuzana Zlochová                    |
| 30 maggio | Ioakimidis Houses ITF Women's Futures 2 2011 Paros, Grecia Sintetico $10 000 Singolare – Doppio                                       | Tamara Čurović 6–4, 6–1                                      | Yuliya Lysa                                 | Alexandra Romanova Nuria Parrizas-Diaz           | Maria Sakkarī Stamatia Fafaliou Angeliki Kairi Anastasia Kharchenko                  |
| 30 maggio | Ioakimidis Houses ITF Women's Futures 2 2011 Paros, Grecia Sintetico $10 000 Singolare – Doppio                                       | Tamara Čurović Yuliya Lysa 6–4, 7–5                          | Anneliese Tepper Bianca Tepper              | Alexandra Romanova Nuria Parrizas-Diaz           | Maria Sakkarī Stamatia Fafaliou Angeliki Kairi Anastasia Kharchenko                  |
| 30 maggio | PGN International Tennis Tournament 2011 Surabaya, Indonesia Cemento $10 000 Singolare – Doppio                                       | Sandy Gumulya 6–1, 1–6, 6–1                                  | Jessy Rompies                               | Zhang Kai-lin Zhu Lin                            | Ou Xuanshuo Zhu Ai Wen Yang Zi Nadia Abdala                                          |
| 30 maggio | PGN International Tennis Tournament 2011 Surabaya, Indonesia Cemento $10 000 Singolare – Doppio                                       | Jessy Rompies Grace Sari Ysidora 6–3, 6–4                    | Sandy Gumulya Cynthia Melita                | Zhang Kai-lin Zhu Lin                            | Ou Xuanshuo Zhu Ai Wen Yang Zi Nadia Abdala                                          |

## Giugno
| Settimana | Torneo | Vincitrice                                                          | Finalista                                 | Semifinaliste                                   | Quarti di finale                                                                       |
| --------- | --- | ------------------------------------------------------------------- | ----------------------------------------- | ----------------------------------------------- | -------------------------------------------------------------------------------------- |
| 6 giugno  | Open GDF SUEZ de Marseille 2011 Marsiglia, Francia Terra rossa $100 000 Singolare – Doppio                                                                            | Pauline Parmentier 6–3, 6–2                                         | Irina-Camelia Begu                        | Anastasija Pivovarova Nastas'sja Jakimava       | Dijana Banovec Carla Suárez Navarro Sophie Ferguson Corinna Dentoni                    |
| 6 giugno  | Open GDF SUEZ de Marseille 2011 Marsiglia, Francia Terra rossa $100 000 Singolare – Doppio                                                                            | Irina-Camelia Begu Nina Bratčikova 6–2, 6–2                         | Laura-Ioana Andrei Mădălina Gojnea        | Anastasija Pivovarova Nastas'sja Jakimava       | Dijana Banovec Carla Suárez Navarro Sophie Ferguson Corinna Dentoni                    |
| 6 giugno  | Nottingham Challenge 2011 Nottingham, Gran Bretagna Erba $100 000+H Singolare – Doppio                                                                                | Elena Baltacha 7–5, 6–3                                             | Petra Cetkovská                           | Tamarine Tanasugarn Stéphanie Dubois            | Monica Niculescu Mathilde Johansson Evgenija Rodina Lucie Hradecká                     |
| 6 giugno  | Nottingham Challenge 2011 Nottingham, Gran Bretagna Erba $100 000+H Singolare – Doppio                                                                                | Eva Birnerová Petra Cetkovská 6–3, 6–2                              | Regina Kulikova Evgenija Rodina           | Tamarine Tanasugarn Stéphanie Dubois            | Monica Niculescu Mathilde Johansson Evgenija Rodina Lucie Hradecká                     |
| 6 giugno  | Smart Card Open Monet+ 2011 Zlín, Repubblica Ceca Terra rossa $50 000+H Singolare – Doppio                                                                            | Patricia Mayr-Achleitner 6–1, 6–0                                   | Ksenija Pervak                            | Julija Bejhel'zymer Anna-Lena Grönefeld         | Lenka Wienerová Alexandra Cadanțu Zuzana Luknárová Heidi El Tabakh                     |
| 6 giugno  | Smart Card Open Monet+ 2011 Zlín, Repubblica Ceca Terra rossa $50 000+H Singolare – Doppio                                                                            | Julija Bejhel'zymer Margalita Chakhnašvili 3–6, 6–1, [10–8]         | Réka-Luca Jani Katalin Marosi             | Julija Bejhel'zymer Anna-Lena Grönefeld         | Lenka Wienerová Alexandra Cadanțu Zuzana Luknárová Heidi El Tabakh                     |
| 6 giugno  | Internazionali Regione Molise 2011 Campobasso, Italia Terra rossa $25 000 Singolare – Doppio                                                                          | Karin Knapp 6–2, 6–4                                                | Alizé Lim                                 | Ani Mijacika Andrea Koch-Benvenuto              | María Irigoyen Federica di Sarra Martina Gledacheva Alice Balducci                     |
| 6 giugno  | Internazionali Regione Molise 2011 Campobasso, Italia Terra rossa $25 000 Singolare – Doppio                                                                          | Mailen Auroux María Irigoyen 6–2, 3–6, [13–11]                      | Ani Mijacika Irena Pavlović               | Ani Mijacika Andrea Koch-Benvenuto              | María Irigoyen Federica di Sarra Martina Gledacheva Alice Balducci                     |
| 6 giugno  | Hunt Communities USTA Women's Pro Tennis Classic 2011 El Paso, USA Cemento $25 000 Singolare – Doppio                                                                 | Chichi Scholl 7–5, 7–5                                              | Petra Rampre                              | Al'ona Sotnikova Ashley Weinhold                | Marie-Ève Pelletier María Fernanda Álvarez Terán Amanda Fink Alexandra Mueller         |
| 6 giugno  | Hunt Communities USTA Women's Pro Tennis Classic 2011 El Paso, USA Cemento $25 000 Singolare – Doppio                                                                 | Chichi Scholl Al'ona Sotnikova 7–5, 4–6, [10–8]                     | Amanda Fink Yasmin Schnack                | Al'ona Sotnikova Ashley Weinhold                | Marie-Ève Pelletier María Fernanda Álvarez Terán Amanda Fink Alexandra Mueller         |
| 6 giugno  | Tokyo Ariake International Ladies Open 2011 Tokyo, Giappone Cemento $10 000 Singolare – Doppio                                                                        | Akiko Ōmae 6–3, 6–4                                                 | Misa Eguchi                               | Yurina Koshino Mari Tanaka                      | Yūki Itō Ayumi Oka Maya Kato Akari Inoue                                               |
| 6 giugno  | Tokyo Ariake International Ladies Open 2011 Tokyo, Giappone Cemento $10 000 Singolare – Doppio                                                                        | Yuka Higuchi Hirono Watanabe 6–2, 6–3                               | Miyabi Inoue Sakiko Shimizu               | Yurina Koshino Mari Tanaka                      | Yūki Itō Ayumi Oka Maya Kato Akari Inoue                                               |
| 6 giugno  | CTTA Cup 2011 Taipei, Taiwan Cemento $10 000 Singolare – Doppio | Juan Ting-fei 6–4, 7–6(1)                                           | Lee Ya-hsuan                              | Yumi Miyazaki Hsieh Shu-ying                    | Lee Hua-chen Kang Seo-kyung Tomoko Sugano Yang Zi                                      |
| 6 giugno  | CTTA Cup 2011 Taipei, Taiwan Cemento $10 000 Singolare – Doppio | Chan Chin-wei Kao Shao-yuan 6–3, 6–2                                | Tsao Fang-chi Yang Chia Hsien             | Yumi Miyazaki Hsieh Shu-ying                    | Lee Hua-chen Kang Seo-kyung Tomoko Sugano Yang Zi                                      |
| 6 giugno  | Amarante Ladies Open 2011 Amarante, Portogallo Cemento $10 000 Singolare – Doppio                                                                                     | Magali de Lattre 6–1, 6–1                                           | Bárbara Luz                               | Natalia Siedliska Sylwia Zagórska               | Yasmin Clarke Nuria Parrizas-Diaz Constance Sibille Amy Bowtell                        |
| 6 giugno  | Amarante Ladies Open 2011 Amarante, Portogallo Cemento $10 000 Singolare – Doppio                                                                                     | Amy Bowtell Yasmin Clarke 6–2, 6–3                                  | Katharina Negrin Constance Sibille        | Natalia Siedliska Sylwia Zagórska               | Yasmin Clarke Nuria Parrizas-Diaz Constance Sibille Amy Bowtell                        |
| 6 giugno  | Torneo Club Tenis La Moraleja 2011 Madrid, Spagna Terra rossa $10 000 Singolare – Doppio                                                                              | Lisa Sabino 7–5, 6–3                                                | Isabella Šinikova                         | Lucia Cervera-Vazquez Rocío de la Torre-Sánchez | Arabela Fernandez-Rabener Sandra Soler-Sola Carmen López-Rueda Andreea Văideanu        |
| 6 giugno  | Torneo Club Tenis La Moraleja 2011 Madrid, Spagna Terra rossa $10 000 Singolare – Doppio                                                                              | Lisa Sabino Andreea Văideanu 6–4, 6–1                               | Benedetta Davato Xenia Knoll              | Lucia Cervera-Vazquez Rocío de la Torre-Sánchez | Arabela Fernandez-Rabener Sandra Soler-Sola Carmen López-Rueda Andreea Văideanu        |
| 6 giugno  | Almere Open 2011 Almere, Paesi Bassi Terra rossa $10 000 Singolare – Doppio                                                                                           | Anna Korzeniak 6–2, 7–5                                             | Hilda Melander                            | Anett Kontaveit Vanessa Henke                   | Nicolette van Uitert Eva Wacanno Nina Zander Karolina Nowak                            |
| 6 giugno  | Almere Open 2011 Almere, Paesi Bassi Terra rossa $10 000 Singolare – Doppio                                                                                           | Lynn Schonhage Ghislaine van Baal 6–2, 6–4                          | Sabrina Baumgarten Valeria Podda          | Anett Kontaveit Vanessa Henke                   | Nicolette van Uitert Eva Wacanno Nina Zander Karolina Nowak                            |
| 6 giugno  | Torneo Tênis Clube de Santos 2011 Santos, Brasile Terra rossa $10 000 Singolare – Doppio                                                                              | Andrea Benitez 6–0, 6–1                                             | Carla Forte                               | Nathaly Kurata Monique Albuquerque              | Fernanda Faria Gabriela Cé Eduarda Piai Natasha Lotuffo                                |
| 6 giugno  | Torneo Tênis Clube de Santos 2011 Santos, Brasile Terra rossa $10 000 Singolare – Doppio                                                                              | Eduarda Piai Karina Souza 6–4, 6–4                                  | Andrea Benitez Raquel Piltcher            | Nathaly Kurata Monique Albuquerque              | Fernanda Faria Gabriela Cé Eduarda Piai Natasha Lotuffo                                |
| 6 giugno  | Buma International Tennis Tournament 2011 Giacarta, Indonesia Cemento $10 000 Singolare – Doppio                                                                      | Ayu-Fani Damayanti 6–4, 6–3                                         | Zhang Kai-lin                             | Zhong Yi Piia Suomalainen                       | Grace Sari Ysidora Yin Xianghong Zhu Lin Ou Xuanshuo                                   |
| 6 giugno  | Buma International Tennis Tournament 2011 Giacarta, Indonesia Cemento $10 000 Singolare – Doppio                                                                      | Ayu-Fani Damayanti Lavinia Tananta 7–5, 6–4                         | Bella Destriana Cynthia Melita            | Zhong Yi Piia Suomalainen                       | Grace Sari Ysidora Yin Xianghong Zhu Lin Ou Xuanshuo                                   |
| 6 giugno  | Bige Holding Women's Open 2011 Nyíregyháza, Ungheria Terra rossa $10 000 Singolare – Doppio                                                                           | Simona Dobrá 6–4, 6–2                                               | Danka Kovinić                             | Yvonne Neuwirth Vaszilisza Bulgakova            | Zsófia Mikó Sabina Lupu Lisa Maria Reichmann Gracia Radovanovic                        |
| 6 giugno  | Bige Holding Women's Open 2011 Nyíregyháza, Ungheria Terra rossa $10 000 Singolare – Doppio                                                                           | Simona Dobrá Monika Tumová 6–1, 3–6, [10–7]                         | Vaszilisza Bulgakova Raluca Elena Platon  | Yvonne Neuwirth Vaszilisza Bulgakova            | Zsófia Mikó Sabina Lupu Lisa Maria Reichmann Gracia Radovanovic                        |
| 6 giugno  | ITF Women's Circuit Rosario 2011 Rosario, Argentina Terra rossa $10 000 Singolare – Doppio                                                                            | Jorgelina Cravero 4–6, 6–3, 6–4                                     | Vanesa Furlanetto                         | Aranza Salut Luciana Sarmenti                   | Katherine Gabriela Miranda-Chang Ana Sofia Sánchez Guadalupe Moreno Gabriela Coglitore |
| 6 giugno  | ITF Women's Circuit Rosario 2011 Rosario, Argentina Terra rossa $10 000 Singolare – Doppio                                                                            | Jorgelina Cravero Betina Jozami 6–2, 7–6(4)                         | Florencia di Biasi Vanesa Furlanetto      | Aranza Salut Luciana Sarmenti                   | Katherine Gabriela Miranda-Chang Ana Sofia Sánchez Guadalupe Moreno Gabriela Coglitore |
| 13 giugno | Astana Womens 2 2011 Astana, Kazakistan Cemento $25 000 Singolare – Doppio                                                                                            | Tímea Babos 6–0, 6–2                                                | Tadeja Majerič                            | Veronika Kapšaj Kim Grajdek                     | Ekaterina Jašina Alexandra Artamonova Kamila Kerimbajeva Anastasiya Yepisheva          |
| 13 giugno | Astana Womens 2 2011 Astana, Kazakistan Cemento $25 000 Singolare – Doppio                                                                                            | Veronika Kapšaj Ekaterina Jašina 2–6, 6–3, [15–13]                  | Tamara Čurović Sabina Sharipova           | Veronika Kapšaj Kim Grajdek                     | Ekaterina Jašina Alexandra Artamonova Kamila Kerimbajeva Anastasiya Yepisheva          |
| 13 giugno | Open GDF SUEZ Montpellier 2011 Montpellier, Francia Terra rossa $25 000 Singolare – Doppio                                                                            | Bibiane Schoofs 6–4, 6–4                                            | Leticia Costas Moreira                    | Sarah Gronert Irena Pavlović                    | Annalisa Bona Marion Gaud Eva Fernández-Brugués Inés Ferrer-Suárez                     |
| 13 giugno | Open GDF SUEZ Montpellier 2011 Montpellier, Francia Terra rossa $25 000 Singolare – Doppio                                                                            | Paula Cristina Gonçalves Maryna Zanevs'ka 6–4, 7–5                  | Inés Ferrer-Suárez Mădălina Gojnea        | Sarah Gronert Irena Pavlović                    | Annalisa Bona Marion Gaud Eva Fernández-Brugués Inés Ferrer-Suárez                     |
| 13 giugno | Enka Cup 2011 Istanbul, Turchia Cemento $25 000 Singolare – Doppio | Marta Domachowska 7–5, 6–3                                          | Margalita Chakhnašvili                    | Jasmina Tinjic Dia Evtimova                     | Laura-Ioana Andrei Cristina Dinu Daniella Dominikovic Pemra Özgen                      |
| 13 giugno | Enka Cup 2011 Istanbul, Turchia Cemento $25 000 Singolare – Doppio | Marta Domachowska Teodora Mirčić 6–4, 6–2                           | Daniella Dominikovic Melis Sezer          | Jasmina Tinjic Dia Evtimova                     | Laura-Ioana Andrei Cristina Dinu Daniella Dominikovic Pemra Özgen                      |
| 13 giugno | Sapronov-tennis Kharkiv Ladies Cup 2011 Charkiv, Ucraina Terra rossa $25 000 Singolare – Doppio                                                                       | Lina Stančiūtė 6–2, 6–1                                             | Sofia Shapatava                           | Yana Buchina Kateryna Kozlova                   | Valentina Ivachnenko Yuliya Kalabina Olga Ianchuk Melanie Klaffner                     |
| 13 giugno | Sapronov-tennis Kharkiv Ladies Cup 2011 Charkiv, Ucraina Terra rossa $25 000 Singolare – Doppio                                                                       | Valentina Ivachnenko Kateryna Kozlova 6–4, 6–3                      | Melanie Klaffner Lina Stančiūtė           | Yana Buchina Kateryna Kozlova                   | Valentina Ivachnenko Yuliya Kalabina Olga Ianchuk Melanie Klaffner                     |
| 13 giugno | Padova Challenge Open 2011 Padova, Italia Terra rossa $25 000 Singolare – Doppio                                                                                      | Kristina Mladenovic 3–6, 6–4, 6–0                                   | Karin Knapp                               | Réka-Luca Jani Nastja Kolar                     | Erika Zanchetta Milana Špremo Agnese Zucchini Scarlett Werner                          |
| 13 giugno | Padova Challenge Open 2011 Padova, Italia Terra rossa $25 000 Singolare – Doppio                                                                                      | Kristina Mladenovic Katarzyna Piter 6–4, 6–3                        | Iryna Burjačok Réka-Luca Jani             | Réka-Luca Jani Nastja Kolar                     | Erika Zanchetta Milana Špremo Agnese Zucchini Scarlett Werner                          |
| 13 giugno | CTTA Cup 2 2011 Taipei, Taipei Cinese Cemento $10 000 Singolare – Doppio                                                                                              | Chieh-yu Hsu 6–1, 6–4                                               | Chan Chin-wei                             | Hsieh Shu-ying Juan Ting-fei                    | Kang Seo-kyung Lee Hua-chen Chen Yen-ling Tai Yu-lin                                   |
| 13 giugno | CTTA Cup 2 2011 Taipei, Taipei Cinese Cemento $10 000 Singolare – Doppio                                                                                              | Chan Chin-wei Kao Shao-yuan 6–1, 7–5                                | Hsieh Shu-ying Juan Ting-fei              | Hsieh Shu-ying Juan Ting-fei                    | Kang Seo-kyung Lee Hua-chen Chen Yen-ling Tai Yu-lin                                   |
| 13 giugno | Future Alkmaar 2011 Alkmaar, Paesi Bassi Terra rossa $10 000 Singolare – Doppio                                                                                       | Eleanor Dean 6(1)–7, 6–3, 6–1                                       | Danielle Harmsen                          | Syna Kayser Polina Vinogradova                  | Estelle Guisard Isabella Šinikova Elyne Boeykens Vivian Heisen                         |
| 13 giugno | Future Alkmaar 2011 Alkmaar, Paesi Bassi Terra rossa $10 000 Singolare – Doppio                                                                                       | Olga Brózda Natalia Kolat 6(6)–7, 6–2, [10–2]                       | Kimberley Cassar Isabella Šinikova        | Syna Kayser Polina Vinogradova                  | Estelle Guisard Isabella Šinikova Elyne Boeykens Vivian Heisen                         |
| 13 giugno | Montemor Ladies Open 2011 Montemor-o-Novo, Portogallo Cemento $10 000 Singolare – Doppio                                                                              | Garbiñe Muguruza Blanco 6–4, 6–4                                    | Andrea Gámiz                              | Amanda Carreras Bárbara Luz                     | Julija Parasjuk Pilar Domínguez-López Nuria Parrizas-Diaz Ximena Hermoso               |
| 13 giugno | Montemor Ladies Open 2011 Montemor-o-Novo, Portogallo Cemento $10 000 Singolare – Doppio                                                                              | Amanda Carreras Andrea Gámiz 6–3, 6–4                               | Ximena Hermoso Ivette López               | Amanda Carreras Bárbara Luz                     | Julija Parasjuk Pilar Domínguez-López Nuria Parrizas-Diaz Ximena Hermoso               |
| 13 giugno | Copa Alameda 2011 Madrid, Spagna Terra rossa $10 000 Singolare – Doppio                                                                                               | Dar'ja Sal'nikova 6–2, 7–6(5)                                       | Benedetta Davato                          | Aleksandrina Najdenova Diana Arutyunova         | Andreea Văideanu Federica Quercia Sandra Soler-Sola Rocío de la Torre-Sánchez          |
| 13 giugno | Copa Alameda 2011 Madrid, Spagna Terra rossa $10 000 Singolare – Doppio                                                                                               | Rocío de la Torre-Sánchez Olga Sáez Larra 7–6(2), 6–4               | Lisa Sabino Andreea Văideanu              | Aleksandrina Najdenova Diana Arutyunova         | Andreea Văideanu Federica Quercia Sandra Soler-Sola Rocío de la Torre-Sánchez          |
| 13 giugno | Sommercup Koeln 2011 Colonia, Germania Terra rossa $10 000 Singolare – Doppio                                                                                         | Sandra Zaniewska 6–4, 6–2                                           | Lena-Marie Hofmann                        | Carolin Daniels Bianca Koch                     | Katerina Kramperová Jana Jandová Anna Zaja Vanessa Henke                               |
| 13 giugno | Sommercup Koeln 2011 Colonia, Germania Terra rossa $10 000 Singolare – Doppio                                                                                         | Vanessa Henke Anna Zaja 1–6, 6–3, [10–2]                            | Carolin Daniels Christina Shakovets       | Carolin Daniels Bianca Koch                     | Katerina Kramperová Jana Jandová Anna Zaja Vanessa Henke                               |
| 13 giugno | Resortquest Pro Women's Open At Sea Colony 2011 Bethany Beach, USA Terra rossa $10 000 Singolare – Doppio                                                             | Lena Litvak 7–6(1), 4–6, 6–3                                        | Maria Fernanda Alves                      | Angelina Gabueva Denise Starr                   | Kyle McPhillips Chanelle van Nguyen Katrine Isabel Steffensen Alexa Guarachi           |
| 13 giugno | Resortquest Pro Women's Open At Sea Colony 2011 Bethany Beach, USA Terra rossa $10 000 Singolare – Doppio                                                             | Alexandra Hirsch Lena Litvak 7–5, 3–6, [10–8]                       | Maria Fernanda Alves Angelina Gabueva     | Angelina Gabueva Denise Starr                   | Kyle McPhillips Chanelle van Nguyen Katrine Isabel Steffensen Alexa Guarachi           |
| 13 giugno | ITF Women's Circuit New Delhi 2011 Nuova Delhi, India Cemento $10 000 Singolare – Doppio                                                                              | Yang Zhaoxuan 6–2, 6–0                                              | Kim Hae-sung                              | Prerna Bhambri Nadia Abdala                     | Joanna Nalborska Ashvarya Shrivastava Rutuja Bhosale Rushmi Chakravarthi               |
| 13 giugno | ITF Women's Circuit New Delhi 2011 Nuova Delhi, India Cemento $10 000 Singolare – Doppio                                                                              | Kim Hae-sung Kim Ju-eun 6–3, 6–4                                    | Rushmi Chakravarthi Keren Shlomo          | Prerna Bhambri Nadia Abdala                     | Joanna Nalborska Ashvarya Shrivastava Rutuja Bhosale Rushmi Chakravarthi               |
| 13 giugno | Bankaltim Women's Circuit 2011 Balikpapan, Indonesia Cemento $25 000 Singolare – Doppio                                                                               | Varatchaya Wongteanchai 7–5, 6–3                                    | Qiang Wang                                | Nudnida Luangnam Ryoko Fuda                     | Lavinia Tananta Ayu-Fani Damayanti Nicha Lertpitaksinchai Yurika Sema                  |
| 13 giugno | Bankaltim Women's Circuit 2011 Balikpapan, Indonesia Cemento $25 000 Singolare – Doppio                                                                               | Kanae Hisami Varatchaya Wongteanchai 6–3, 6–2                       | Natsumi Hamamura Yurika Sema              | Nudnida Luangnam Ryoko Fuda                     | Lavinia Tananta Ayu-Fani Damayanti Nicha Lertpitaksinchai Yurika Sema                  |
| 13 giugno | ITF Femenil Britania Coatzacoalcos 2011 Coatzacoalcos, Messico Cemento $10 000 Singolare – Doppio                                                                     | Noel Scott 6–1, 6–1                                                 | Jessica Roland-Rosario                    | Carolina Betancourt Ana-Paula de la Pena        | Stephanie Theiler Ingrid Esperanza Vargas Calvo Robyn Beddow Whitney Jones             |
| 13 giugno | ITF Femenil Britania Coatzacoalcos 2011 Coatzacoalcos, Messico Cemento $10 000 Singolare – Doppio                                                                     | Carolina Betancourt Jessica Roland-Rosario 6–1, 6–0                 | Yawna Allen Whitney Jones                 | Carolina Betancourt Ana-Paula de la Pena        | Stephanie Theiler Ingrid Esperanza Vargas Calvo Robyn Beddow Whitney Jones             |
| 13 giugno | ITF Women's Circuit Pattaya 2011 Pattaya, Thailandia Cemento $10 000 Singolare – Doppio                                                                               | Luksika Kumkhum 6–3, 6–4                                            | Liang Chen                                | Zhao Yi-jing Wang Boyan                         | Napatsakorn Sankaew Hong Hyun-hui Surina de Beer Yu Min-hwa                            |
| 13 giugno | ITF Women's Circuit Pattaya 2011 Pattaya, Thailandia Cemento $10 000 Singolare – Doppio                                                                               | Liang Chen Zhao Yi-jing 1–6, 6–1, [10–7]                            | Luksika Kumkhum Napatsakorn Sankaew       | Zhao Yi-jing Wang Boyan                         | Napatsakorn Sankaew Hong Hyun-hui Surina de Beer Yu Min-hwa                            |
| 13 giugno | ITF Women's Circuit Santa Fe 2011 Santa Fe, Argentina Terra rossa $10 000 Singolare – Doppio                                                                          | Vanesa Furlanetto 7–5, 6–3                                          | Aranza Salut                              | Andrea Benitez Carolina Zeballos                | Gabriela Coglitore Melina Ferrero Ornella Caron Isabella Robbiani                      |
| 13 giugno | ITF Women's Circuit Santa Fe 2011 Santa Fe, Argentina Terra rossa $10 000 Singolare – Doppio                                                                          | Florencia di Biasi Vanesa Furlanetto 3–6, 6–4, [10–4]               | Betina Jozami Agustina Lepore             | Andrea Benitez Carolina Zeballos                | Gabriela Coglitore Melina Ferrero Ornella Caron Isabella Robbiani                      |
| 20 giugno | Sportsmen's Tennis Club USTA Pro Circuit Challenger 2011 Boston, USA Cemento $50 000 Singolare – Doppio                                                               | Petra Rampre 6–4, 5–7, 6–4                                          | Tetjana Lužans'ka                         | Heidi El Tabakh Ahsha Rolle                     | Chichi Scholl Jessica Pegula Macall Harkins Asia Muhammad                              |
| 20 giugno | Sportsmen's Tennis Club USTA Pro Circuit Challenger 2011 Boston, USA Cemento $50 000 Singolare – Doppio                                                               | Tetjana Lužans'ka Alexandra Mueller 7–6(3), 6–3                     | Sharon Fichman Marie-Ève Pelletier        | Heidi El Tabakh Ahsha Rolle                     | Chichi Scholl Jessica Pegula Macall Harkins Asia Muhammad                              |
| 20 giugno | Open GDF SUEZ du Périgord 2011 Périgueux, Francia Terra rossa $25 000 Singolare – Doppio                                                                              | Séverine Beltrame 6–4, 6–2                                          | Audrey Bergot                             | Inés Ferrer-Suárez Florencia Molinero           | Leticia Costas Moreira Oksana Ljubcova Marion Gaud Michaela Hončová                    |
| 20 giugno | Open GDF SUEZ du Périgord 2011 Périgueux, Francia Terra rossa $25 000 Singolare – Doppio                                                                              | Florencia Molinero Erika Sema 6–2, 3–6, [10–7]                      | Leticia Costas Moreira Inés Ferrer-Suárez | Inés Ferrer-Suárez Florencia Molinero           | Leticia Costas Moreira Oksana Ljubcova Marion Gaud Michaela Hončová                    |
| 20 giugno | SMA Cup Sant'Elia 2011 Roma - Tevere Remo, Italia Terra rossa $25 000 Singolare – Doppio                                                                              | Karin Knapp 6–3, 6–0                                                | Laura Thorpe                              | Kristina Mladenovic Gioia Barbieri              | Sofia Shapatava Anna-Giulia Remondina Ekaterina Byčkova Verónica Cepede Royg           |
| 20 giugno | SMA Cup Sant'Elia 2011 Roma - Tevere Remo, Italia Terra rossa $25 000 Singolare – Doppio                                                                              | Verónica Cepede Royg Paula Ormaechea 7–5, 6–4                       | Marina Šamajko Sofia Shapatava            | Kristina Mladenovic Gioia Barbieri              | Sofia Shapatava Anna-Giulia Remondina Ekaterina Byčkova Verónica Cepede Royg           |
| 20 giugno | Lenzerheide Open 2011 Lenzerheide, Svizzera Terra rossa $25 000 Singolare – Doppio                                                                                    | Ani Mijačika 6–3, 3–6, 6–3                                          | Amra Sadiković                            | Chihiro Takayama Sarah Gronert                  | Stefanie Vögele Romana Tabak Andrea Koch-Benvenuto Agnes Szatmari                      |
| 20 giugno | Lenzerheide Open 2011 Lenzerheide, Svizzera Terra rossa $25 000 Singolare – Doppio                                                                                    | Ani Mijačika Amra Sadiković 4–6, 6–2, [10–4]                        | Nikola Hofmanová Romana Tabak >           | Chihiro Takayama Sarah Gronert                  | Stefanie Vögele Romana Tabak Andrea Koch-Benvenuto Agnes Szatmari                      |
| 20 giugno | Rolls Royce Women's Cup Kristinehamn 2011 Kristinehamn, Svezia Terra rossa $25 000 Singolare – Doppio                                                                 | Jana Čepelová 6–4, 3–6, 6–4                                         | Alexandra Cadânţu                         | Alizé Lim Tímea Babos                           | Hilda Melander Diāna Marcinkēviča Isabella Holland Olivia Rogowska                     |
| 20 giugno | Rolls Royce Women's Cup Kristinehamn 2011 Kristinehamn, Svezia Terra rossa $25 000 Singolare – Doppio                                                                 | Mervana Jugić-Salkić Emma Laine 6–4, 6–4                            | Tímea Babos Ksenija Lykina                | Alizé Lim Tímea Babos                           | Hilda Melander Diāna Marcinkēviča Isabella Holland Olivia Rogowska                     |
| 20 giugno | Torneio Internacional Cidade de Alcobaça 2011 Alcobaça, Portogallo Cemento $10 000 Singolare – Doppio                                                                 | Victoria Larrière 6–3, 3–6, 6–3                                     | Garbiñe Muguruza Blanco                   | Rocío de la Torre-Sánchez Ximena Hermoso        | Margarida Moura Yasmin Clarke Jasmin Steinherr Nuria Parrizas-Diaz                     |
| 20 giugno | Torneio Internacional Cidade de Alcobaça 2011 Alcobaça, Portogallo Cemento $10 000 Singolare – Doppio                                                                 | Malou Ejdesgaard Alenka Hubacek 6–2, 7–5                            | Mariana Correa Danielle Mills             | Rocío de la Torre-Sánchez Ximena Hermoso        | Margarida Moura Yasmin Clarke Jasmin Steinherr Nuria Parrizas-Diaz                     |
| 20 giugno | ITF Women's Instirig Cup 2011 Balș, Romania Terra rossa $10 000 Singolare – Doppio                                                                                    | Danka Kovinić 6–0, 6–1                                              | Alice-Andrada Radu                        | Camelia Hristea Cristina-Andreea Mitu           | Laura-Ioana Andrei Raluca Elena Platon Ingrid-Alexandra Radu Andreea Văideanu          |
| 20 giugno | ITF Women's Instirig Cup 2011 Balș, Romania Terra rossa $10 000 Singolare – Doppio                                                                                    | Alice-Andrada Radu Ingrid-Alexandra Radu 2–6, 7–6(4), [10–4]        | Sabina Lupu Ilinca Stoica                 | Camelia Hristea Cristina-Andreea Mitu           | Laura-Ioana Andrei Raluca Elena Platon Ingrid-Alexandra Radu Andreea Văideanu          |
| 20 giugno | Breda Future 2011 Breda, Paesi Bassi Terra rossa $10 000 Singolare – Doppio                                                                                           | Polina Vinogradova 6–2, 1–6, 6–2                                    | Lesley Kerkhove                           | Kiki Bertens Eleanor Dean                       | Syna Kayser Anna Shkudun Sviatlana Pirazhenka Manisha Foster                           |
| 20 giugno | Breda Future 2011 Breda, Paesi Bassi Terra rossa $10 000 Singolare – Doppio                                                                                           | Eva Wacanno Karolina Wlodarczak 6–2, 6–4                            | Kim Kilsdonk Nicolette van Uitert         | Kiki Bertens Eleanor Dean                       | Syna Kayser Anna Shkudun Sviatlana Pirazhenka Manisha Foster                           |
| 20 giugno | Ladies Cleveland Tennis Championships 2011 Cleveland, USA Terra rossa $10 000 Singolare – Doppio                                                                      | Kyle McPhillips 6–3, 6–2                                            | Xi Li                                     | Gaia Sanesi Angelina Gabueva                    | Dianne Hollands Elizabeth Lumpkin Anastasia Kharchenko Kate Turvy                      |
| 20 giugno | Ladies Cleveland Tennis Championships 2011 Cleveland, USA Terra rossa $10 000 Singolare – Doppio                                                                      | Brooke Austin Brooke Bolender 7–6(2), 6–3                           | Dianne Hollands Shikha Uberoi             | Gaia Sanesi Angelina Gabueva                    | Dianne Hollands Elizabeth Lumpkin Anastasia Kharchenko Kate Turvy                      |
| 20 giugno | ITF Women's Circuit New Delhi 2 2011 Nuova Delhi, India Cemento $10 000 Singolare – Doppio                                                                            | Prerna Bhambri 6–2, 6–3                                             | Keren Shlomo                              | Ratnika Batra Desiree Bastianon                 | Yang Zhaoxuan Stephanie Scimone Kim Hae-sung Rutuja Bhosale                            |
| 20 giugno | ITF Women's Circuit New Delhi 2 2011 Nuova Delhi, India Cemento $10 000 Singolare – Doppio                                                                            | Kim Hae-sung Kim Ju-eun 7–5, 6–0                                    | Rushmi Chakravarthi Keren Shlomo          | Ratnika Batra Desiree Bastianon                 | Yang Zhaoxuan Stephanie Scimone Kim Hae-sung Rutuja Bhosale                            |
| 20 giugno | GD Tennis Cup 15 2011 Smirne, Turchia Terra rossa $10 000 Singolare – Doppio                                                                                          | Elizaveta Ianchuk 7–5, 6–1                                          | Aleksandrina Najdenova                    | Tatiana Kotelnikova Evgenija Paškova            | Jasmina Kajtazović Anna Schmiedlová Anastasia Rudakova Agnese Zucchini                 |
| 20 giugno | GD Tennis Cup 15 2011 Smirne, Turchia Terra rossa $10 000 Singolare – Doppio                                                                                          | Tatiana Kotelnikova Evgenija Paškova 6–4, 6–0                       | Aleksandrina Najdenova Anna Schmiedlová   | Tatiana Kotelnikova Evgenija Paškova            | Jasmina Kajtazović Anna Schmiedlová Anastasia Rudakova Agnese Zucchini                 |
| 20 giugno | Walikota Tarakan Open 2011 Tarakan, Indonesia Cemento $10 000 Singolare – Doppio                                                                                      | Jessy Rompies 6–1, 6–2                                              | Ayu-Fani Damayanti                        | Grace Sari Ysidora Miki Miyamura                | Jessica Sabeshinskaja Kanami Tsuji Cynthia Melita Ai Yamamoto                          |
| 20 giugno | Walikota Tarakan Open 2011 Tarakan, Indonesia Cemento $10 000 Singolare – Doppio                                                                                      | Moe Kawatoko Miki Miyamura 6–2, 7–5                                 | Jessy Rompies Grace Sari Ysidora          | Grace Sari Ysidora Miki Miyamura                | Jessica Sabeshinskaja Kanami Tsuji Cynthia Melita Ai Yamamoto                          |
| 20 giugno | Nis Open 2011 Niš, Serbia Terra rossa $10 000 Singolare – Doppio | Ana Jovanović 6–3, 7–6(4)                                           | Vivien Juhászová                          | Natalija Kostić Saška Gavrilovska               | Lisa-Maria Moser Marina Kachar Lina Lileikite Lina Ǵorčeska                            |
| 20 giugno | Nis Open 2011 Niš, Serbia Terra rossa $10 000 Singolare – Doppio | Martina Borecká Vivien Juhászová 7–6(7), 6–3                        | Ivana Klepić Natalija Kostić              | Natalija Kostić Saška Gavrilovska               | Lisa-Maria Moser Marina Kachar Lina Lileikite Lina Ǵorčeska                            |
| 20 giugno | Torneo Internacional ITF Femenil Zacatecas 2011 Zacatecas, Messico Cemento $10 000 Singolare – Doppio                                                                 | Ana Sofia Sánchez 6–2, 1–6, 6–3                                     | Jessica Roland-Rosario                    | Ana-Paula de la Pena Whitney Jones              | Marcela Zacarías Ingrid Esperanza Vargas Calvo Sasha Khabibulina Noel Scott            |
| 20 giugno | Torneo Internacional ITF Femenil Zacatecas 2011 Zacatecas, Messico Cemento $10 000 Singolare – Doppio                                                                 | Ana-Paula de la Pena Ingrid Esperanza Vargas Calvo 3–6, 7–5, [10–8] | Whitney Jones Hilary Toole                | Ana-Paula de la Pena Whitney Jones              | Marcela Zacarías Ingrid Esperanza Vargas Calvo Sasha Khabibulina Noel Scott            |
| 20 giugno | ITF Women's Circuit Pattaya 2 2011 Pattaya, Thailandia Cemento $10 000 Singolare – Doppio                                                                             | Varatchaya Wongteanchai 6–4, 6–1                                    | Anna Tjul'pa                              | Zhao Yi-jing Nicha Lertpitaksinchai             | Napatsakorn Sankaew Luksika Kumkhum Akiko Ōmae Miyabi Inoue                            |
| 20 giugno | ITF Women's Circuit Pattaya 2 2011 Pattaya, Thailandia Cemento $10 000 Singolare – Doppio                                                                             | Emi Mutaguchi Kotomi Takahata 4–6, 7–5, [10–5]                      | Liang Chen Zhao Yi-jing                   | Zhao Yi-jing Nicha Lertpitaksinchai             | Napatsakorn Sankaew Luksika Kumkhum Akiko Ōmae Miyabi Inoue                            |
| 27 giugno | International Country Cuneo 2011 Cuneo, Italia Terra rossa $100 000 Singolare – Doppio                                                                                | Anna Tatišvili 6–4, 6–3                                             | Arantxa Rus                               | Stefanie Vögele Mirjana Lučić                   | Alizé Cornet Pauline Parmentier Petra Martić Laura Thorpe                              |
| 27 giugno | International Country Cuneo 2011 Cuneo, Italia Terra rossa $100 000 Singolare – Doppio                                                                                | Mandy Minella Stefanie Vögele 6–3, 6–2                              | Eva Birnerová Vesna Dolonc                | Stefanie Vögele Mirjana Lučić                   | Alizé Cornet Pauline Parmentier Petra Martić Laura Thorpe                              |
| 27 giugno | Bella Cup 2011 Toruń, Polonia Terra rossa $50 000+H Singolare – Doppio                                                                                                | Edina Gallovits-Hall 6–4, 6–3                                       | Stéphanie Foretz Gacon                    | Mădălina Gojnea Elena Bogdan                    | Paula Ormaechea Magda Linette Liana Ungur Paula Kania                                  |
| 27 giugno | Bella Cup 2011 Toruń, Polonia Terra rossa $50 000+H Singolare – Doppio                                                                                                | Stéphanie Foretz Gacon Tatjana Maria 6–2, 7–5                       | Edina Gallovits-Hall Andreja Klepač       | Mădălina Gojnea Elena Bogdan                    | Paula Ormaechea Magda Linette Liana Ungur Paula Kania                                  |
| 27 giugno | Open Diputación Ciudad de Pozoblanco 2011 Pozoblanco, Spagna Cemento $50 000 Singolare – Doppio                                                                       | Eléni Daniilídou 6–3, 6–2                                           | Elica Kostova                             | Margalita Chakhnašvili Beatriz García Vidagany  | Yana Buchina Jing-Jing Lu Julia Glushko Nina Bratčikova                                |
| 27 giugno | Open Diputación Ciudad de Pozoblanco 2011 Pozoblanco, Spagna Cemento $50 000 Singolare – Doppio                                                                       | Nina Bratčikova Irena Pavlović 6–2, 6–4                             | Marina Mel'nikova Sofia Shapatava         | Margalita Chakhnašvili Beatriz García Vidagany  | Yana Buchina Jing-Jing Lu Julia Glushko Nina Bratčikova                                |
| 27 giugno | Open GDF SUEZ de la Porte du Hainaut 2011 Denain, Francia Terra rossa $25 000 Singolare – Doppio                                                                      | Teliana Pereira 6–4, 6–3                                            | Valentina Ivachnenko                      | Verónica Cepede Royg Iveta Gerlová              | Jessica Ginier Oksana Ljubcova Mihaela Buzărnescu Nathalie Piquion                     |
| 27 giugno | Open GDF SUEZ de la Porte du Hainaut 2011 Denain, Francia Terra rossa $25 000 Singolare – Doppio                                                                      | Verónica Cepede Royg Teliana Pereira 6–1, 6–1                       | Céline Ghesquière Elixane Lechemia        | Verónica Cepede Royg Iveta Gerlová              | Jessica Ginier Oksana Ljubcova Mihaela Buzărnescu Nathalie Piquion                     |
| 27 giugno | Swedish Ladies Ystad 2011 Ystad, Svezia Terra rossa $25 000 Singolare – Doppio                                                                                        | Dia Evtimova 6–3, 6–4                                               | Jana Čepelová                             | Alizé Lim Melanie Klaffner                      | Mervana Jugić-Salkić Scarlett Werner Isabella Holland Ilona Kramen'                    |
| 27 giugno | Swedish Ladies Ystad 2011 Ystad, Svezia Terra rossa $25 000 Singolare – Doppio                                                                                        | Alexandra Cadânţu Diana Enache 6–4, 2–6, [10–5]                     | Mervana Jugić-Salkić Emma Laine           | Alizé Lim Melanie Klaffner                      | Mervana Jugić-Salkić Scarlett Werner Isabella Holland Ilona Kramen'                    |
| 27 giugno | Thermphos Challenger Zeeland 2011 Middelburg, Paesi Bassi Terra rossa $25 000 Singolare – Doppio                                                                      | Bibiane Schoofs 7–6(4), 6–1                                         | Lesley Kerkhove                           | Audrey Bergot Florencia Molinero                | Anna Shkudun Eva Wacanno Nicola Geuer Kelly Versteeg                                   |
| 27 giugno | Thermphos Challenger Zeeland 2011 Middelburg, Paesi Bassi Terra rossa $25 000 Singolare – Doppio                                                                      | Quirine Lemoine Maryna Zanevs'ka 6–3, 6–4                           | Julia Cohen Florencia Molinero            | Audrey Bergot Florencia Molinero                | Anna Shkudun Eva Wacanno Nicola Geuer Kelly Versteeg                                   |
| 27 giugno | Internationaler Württembergische Damen-Tennis-Meisterschaften um den Stuttgarter Stadtpokal 2011 Stoccarda-Vaihingen, Germania Terra rossa $25 000 Singolare – Doppio | Tímea Babos 1–6, 6–2, 6–3                                           | Korina Perkovic                           | Zuzana Luknárová Evelyn Mayr                    | Laura Siegemund Ekaterine Gorgodze Sandra Zaniewska Annika Beck                        |
| 27 giugno | Internationaler Württembergische Damen-Tennis-Meisterschaften um den Stuttgarter Stadtpokal 2011 Stoccarda-Vaihingen, Germania Terra rossa $25 000 Singolare – Doppio | Darija Jurak Anaïs Laurendon 4–6, 6–1, [10–0]                       | Hana Birnerová Stephanie Vogt             | Zuzana Luknárová Evelyn Mayr                    | Laura Siegemund Ekaterine Gorgodze Sandra Zaniewska Annika Beck                        |
| 27 giugno | ITF Women's Circuit Melilla 2011 Melilla, Spagna Cemento $10 000 Singolare – Doppio                                                                                   | Rocío de la Torre-Sánchez 6–0, 6–1                                  | Malou Ejdesgaard                          | Carmen Lopez-Rueda Diana Stomlega               | Natalia Orlova Ivonne Cavalle-Reimers Olga Sáez Larra Evelina Virtanen                 |
| 27 giugno | ITF Women's Circuit Melilla 2011 Melilla, Spagna Cemento $10 000 Singolare – Doppio                                                                                   | Aselya Arginbayeva Tanja Samodelok 1–6, 6–3, [10–7]                 | Malou Ejdesgaard Alenka Hubacek           | Carmen Lopez-Rueda Diana Stomlega               | Natalia Orlova Ivonne Cavalle-Reimers Olga Sáez Larra Evelina Virtanen                 |
| 27 giugno | Sargent and Collind LLP Women's Championships 2011 Buffalo, USA Terra rossa $10 000 Singolare – Doppio                                                                | Lauren Davis 5–7, 6–2, 6–4                                          | Nicole Gibbs                              | Danielle Rose Collins Robin Anderson            | Jamie Loeb Jennifer Elie Alexis King Anna Mamalat                                      |
| 27 giugno | Sargent and Collind LLP Women's Championships 2011 Buffalo, USA Terra rossa $10 000 Singolare – Doppio                                                                | Dianne Hollands Shikha Uberoi 7–5, 6–4                              | Paulina Bigos Brittany Wowchuk            | Danielle Rose Collins Robin Anderson            | Jamie Loeb Jennifer Elie Alexis King Anna Mamalat                                      |
| 27 giugno | ITF Women's Circuit Prokuplje 2011 Prokuplje, Serbia Terra rossa $10 000 Singolare – Doppio                                                                           | Natalija Kostić 6–2, 6–3                                            | Nikola Vajdová                            | Ingrid-Alexandra Radu Julija Lukać              | Zsófia Susányi Dunja Šunkić Martina Borecká Saška Gavrilovska                          |
| 27 giugno | ITF Women's Circuit Prokuplje 2011 Prokuplje, Serbia Terra rossa $10 000 Singolare – Doppio                                                                           | Polona Rebersak Zsófia Susányi 6–4, 7–6(2)                          | Isabella Šinikova Julija Stamatova        | Ingrid-Alexandra Radu Julija Lukać              | Zsófia Susányi Dunja Šunkić Martina Borecká Saška Gavrilovska                          |
| 27 giugno | GD Tennis Cup 16 2011 Smirne, Turchia Terra rossa $10 000 Singolare – Doppio                                                                                          | Agnese Zucchini 7–5, 6–3                                            | Aleksandrina Najdenova                    | Jasmina Kajtazović Elizaveta Ianchuk            | Anna Schmiedlová Maya Gaverova Daria Mironova Monika Sirilová                          |
| 27 giugno | GD Tennis Cup 16 2011 Smirne, Turchia Terra rossa $10 000 Singolare – Doppio                                                                                          | Tatiana Kotelnikova Evgenija Paškova 7–6(3), 6–4                    | Ani Amiraghyan Alexandra Romanova         | Jasmina Kajtazović Elizaveta Ianchuk            | Anna Schmiedlová Maya Gaverova Daria Mironova Monika Sirilová                          |
| 27 giugno | Copa Occidental Miramar 2011 L'Avana, Cuba Cemento $10 000 Singolare – Doppio                                                                                         | Ofri Lankri 6–2, 6–4                                                | Makiho Kozawa                             | Jeannine Prentner Stephanie Theiler             | Raquel Piltcher Laura Ucros Yamile Fors-Guerra Ximena Siles Luna                       |
| 27 giugno | Copa Occidental Miramar 2011 L'Avana, Cuba Cemento $10 000 Singolare – Doppio                                                                                         | Misleydis Diaz-González Yamile Fors-Guerra 6–2, 6–2                 | Andrea Benitez Margaret Lumia             | Jeannine Prentner Stephanie Theiler             | Raquel Piltcher Laura Ucros Yamile Fors-Guerra Ximena Siles Luna                       |
| 27 giugno | ITF Women's Circuit Pattaya 3 2011 Pattaya, Thailandia Cemento $10 000 Singolare – Doppio                                                                             | Liang Chen 2–6, 7–6(6), 7–5                                         | Luksika Kumkhum                           | Zhao Yi-jing Chiaki Okadaue                     | Mari Tanaka Maya Kato Anna Tjul'pa Emi Mutaguchi                                       |
| 27 giugno | ITF Women's Circuit Pattaya 3 2011 Pattaya, Thailandia Cemento $10 000 Singolare – Doppio                                                                             | Liang Chen Zhao Yi-jing 6–3, 6–4                                    | Misa Eguchi Akiko Ōmae                    | Zhao Yi-jing Chiaki Okadaue                     | Mari Tanaka Maya Kato Anna Tjul'pa Emi Mutaguchi                                       |
| 27 giugno | ITF Women's Circuit Sao Jose Dos Campos 2011 São José dos Campos, Brasile Terra rossa $10 000 Singolare – Doppio                                                      | Maria Fernanda Alves 6–1, 7–5                                       | Nathaly Kurata                            | Vivian Segnini Carla Forte                      | Fernanda Faria Eduarda Piai Natasha Lotuffo Monique Albuquerque                        |
| 27 giugno | ITF Women's Circuit Sao Jose Dos Campos 2011 São José dos Campos, Brasile Terra rossa $10 000 Singolare – Doppio                                                      | Maria Fernanda Alves Carla Forte 6–4, 0–6, [10–4]                   | Monique Albuquerque Fernanda Faria        | Vivian Segnini Carla Forte                      | Fernanda Faria Eduarda Piai Natasha Lotuffo Monique Albuquerque                        |